# Wahlrecht im Norddeutschen Bund und im Deutschen Kaiserreich

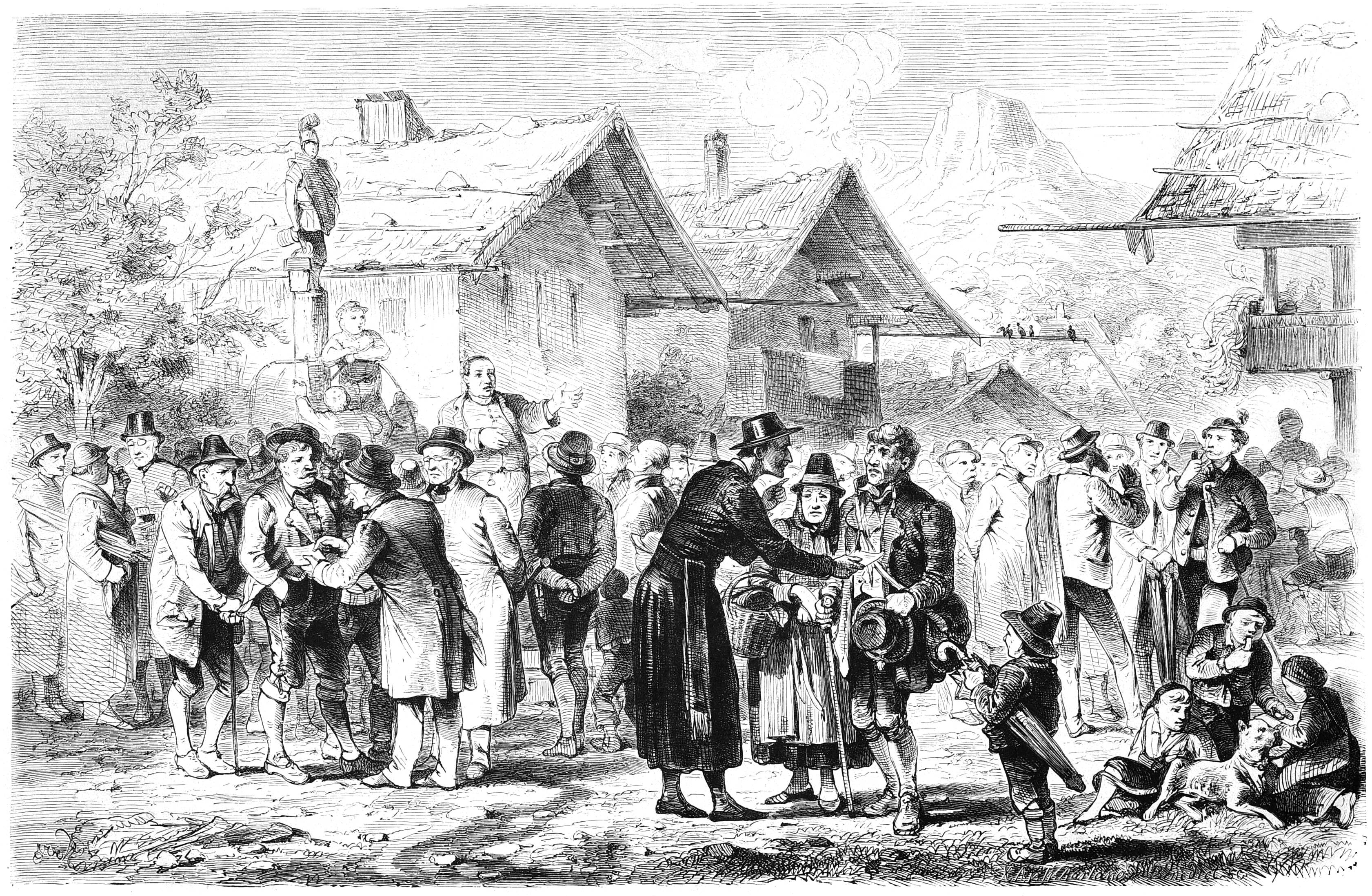
Wahlkampfstimmung in einem bayerischen Dorf, 1869, aus der Gartenlaube

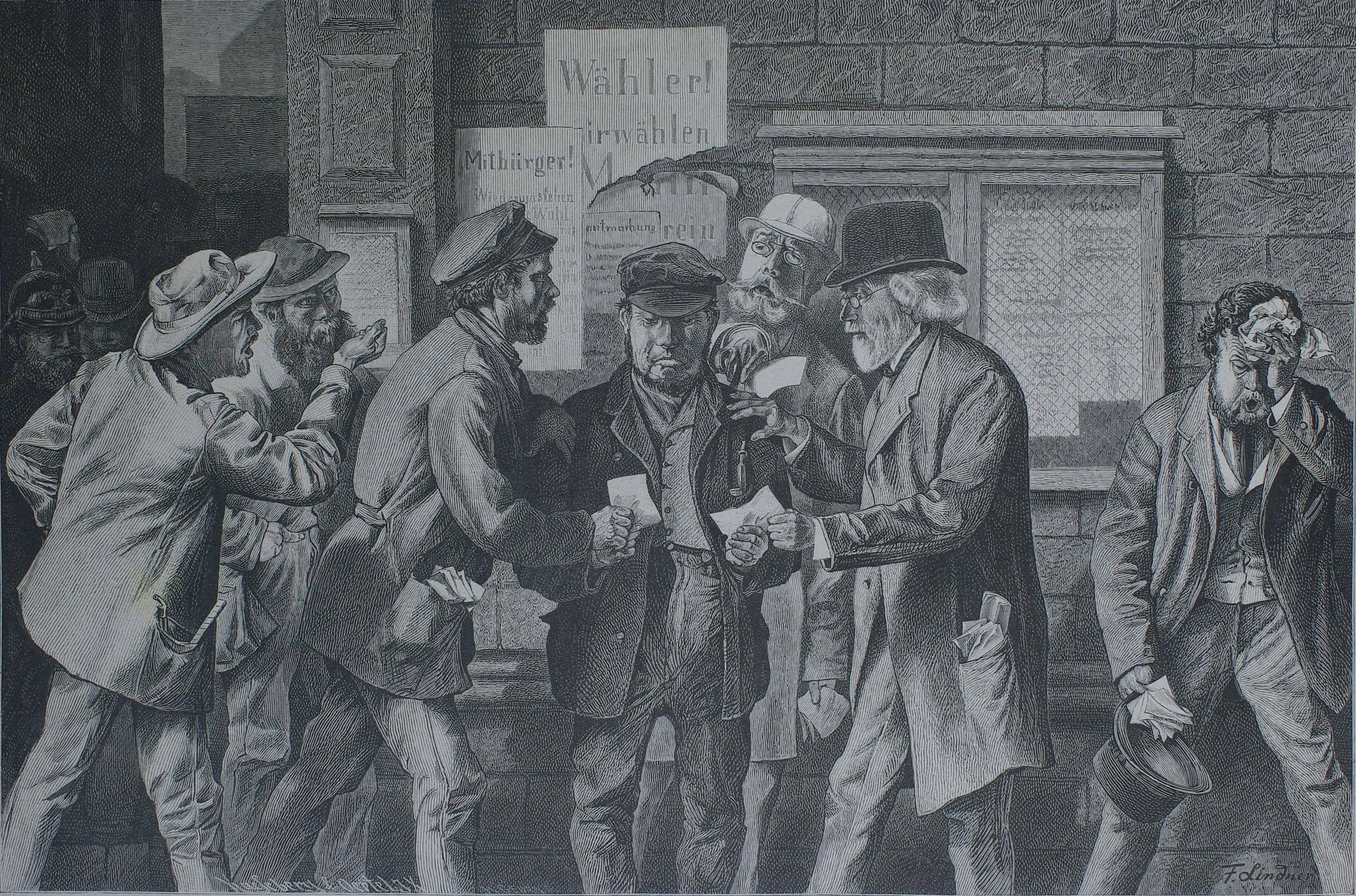
Ein Wahlphilister, Karikatur in der Gartenlaube zur Reichstagswahl 1881. Parteimänner wollen einem Wähler ihre Stimmzettel aufdrängen, unter dem Auge der Polizei (linker Rand).

Das Wahlrecht im Norddeutschen Bund und im Deutschen Kaiserreich kam mit der Gründung des Norddeutschen Bundes 1867 und der Einrichtung eines Reichstags als Parlament zustande. 1869 gab der Bund sich dann ein Bundeswahlgesetz, das zum ersten Mal für die Reichstagswahl vom März 1871 angewandt wurde. Diese Wahl gehört bereits zur Geschichte des seit 1871 bestehenden Deutschen Kaiserreichs.
Die Allgemeinheit und Gleichheit der Wahl war im weltweiten Vergleich eher selten, so dass das Wahlrecht als ausgesprochen progressiv gelten kann. Hinzu kam, dass die Wahlen direkt waren, die Abgeordneten also direkt ohne den Umweg über Wahlmänner (wie in den amerikanischen Präsidentschaftswahlen oder wie im preußischen Dreiklassenwahlrecht) gewählt wurden.
Wählen durften im Norddeutschen Bund und im Kaiserreich im Grundsatz alle Männer über 25 Jahre, jeder hatte eine Stimme. Ausgeschlossen waren Gruppen, die in der Zeit auch in vielen anderen Ländern ausgeschlossen waren, etwa Männer, die von der Armenunterstützung lebten. Die Wähler bestimmten einen Direktkandidaten in ihrem Wahlkreis; erreichte kein Kandidat die absolute Mehrheit, so kam es zu einer Stichwahl. Zwar sollte die Wahl auch geheim sein, doch es dauerte lange, bis Maßnahmen getroffen wurden, damit tatsächlich nur der betreffende Wähler wusste, wem er seine Stimme gab.
Bereits im Ersten Weltkrieg (1914–1918) kam die Diskussion, das Wahlrecht zu reformieren, beträchtlich weiter. In der Folge der Novemberrevolution 1918 wurden alle Verfassungen und Wahlgesetze auf Reichs- und Landesebene erneuert: Im Wahlrecht der Weimarer Republik durften auch Frauen wählen, das Wahlalter wurde herabgesetzt, Reichstag und Landtage wurden nach dem Grundsatz der Verhältniswahl gewählt.

## Preußens Eintreten für das allgemeine Wahlrecht

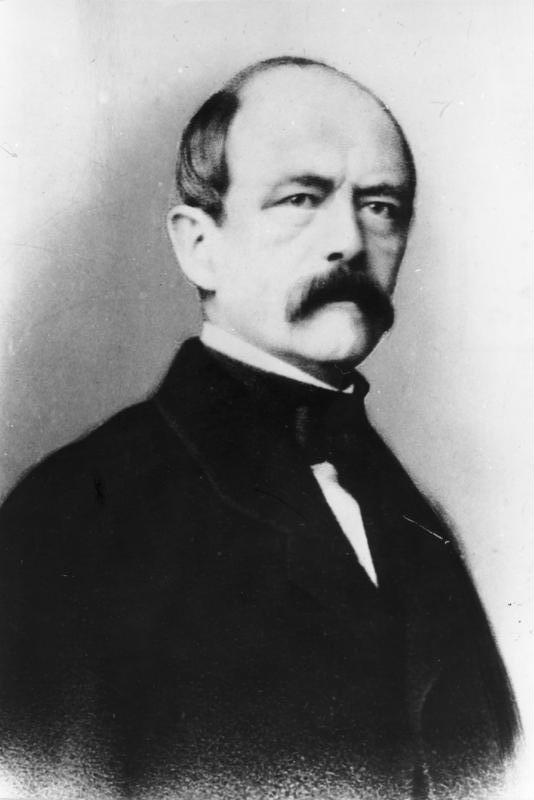
Otto von Bismarck wahrscheinlich um 1862, als er Ministerpräsident Preußens wurde. Von 1867 bis 1890 diente Bismarck als Kanzler des Norddeutschen Bundes bzw. des Deutschen Kaiserreiches.

Das allgemeine Wahlrecht (für Männer, unabhängig von Hautfarbe, Stand und Religion) im Norddeutschen Bund war für seine Zeit sehr fortschrittlich. In Europa konnte man es mit dem in der Schweiz und in der Dritten Französischen Republik sowie dem Wahlrecht in Griechenland vergleichen. Ähnlich viele Männer durften in Spanien erst ab 1890, in Norwegen 1906, in Österreich, Finnland, Schweden, und Italien in den Jahren bis zum Ersten Weltkrieg wählen, in den Niederlanden seit 1918. In den USA blieben bis weit ins 20. Jahrhundert, besonders in den Südstaaten, Afroamerikaner und teilweise auch von Armut betroffene Menschen vom Wählen und politischen Leben ausgeschlossen. In Großbritannien wurde das Wahlrecht 1867 ausgedehnt, blieb aber auch für Männer stark begrenzt; erst 1949 wurden die letzten Sonderstimmen für Wohlhabende und Adlige abgeschafft.
Das allgemeine Männerwahlrecht in Deutschland wurde weder von den Volksmassen noch von Sozialisten oder bürgerlichen Demokraten erstritten, sondern (ganz ähnlich wie anderen Ländern, etwa in den USA oder Frankreich) von der Elite. Daher hat die Forschung sich eher auf Otto von Bismarck konzentriert, der seit September 1862 preußischer Ministerpräsident war. Für ihn sei dieses Wahlrecht ein außenpolitisches Argument gegen Österreich gewesen. Außerdem habe man die preußische Machterweiterung über einen Aufruf an die Nation legitimieren können. Schließlich habe Bismarck damit das Parlament nicht stärken, sondern schwächen wollen, wie Thomas Nipperdey geschrieben hat.
Auf der nationalen Ebene widersetzte sich Preußen österreichischen Plänen 1862/1863, im Deutschen Bund eine neue Form der Delegiertenversammlung einzurichten. Stattdessen verlangte Preußen eine direkt gewählte Volksvertretung. Am 9. April 1866 sprach Preußen sich im Deutschen Bund sogar für ein allgemeines Wahlrecht aus, allerdings ohne die Erwähnung der Gleichheit der Wahl. Am 10. Juni berief Bismarck sich in seinem Vorschlag für eine neue deutsche Bundesverfassung ausdrücklich auf das Frankfurter Wahlgesetz von 1849. Nach dem gewonnenen Krieg gegen Österreich wurde es auch in den Augustverträgen für den neuen (norddeutschen) Bundesstaat erwähnt.
Ob Bismarck wirklich daran glaubte, dass das allgemeine Wahlrecht der konservativen Sache dienen würde, lässt sich nicht generell ermitteln. Bismarck mag in Bezug auf Preußen seinen Überzeugungen gefolgt sein, auf nationaler Ebene hingegen hat er aus taktischen Gründen das allgemeine Wahlrecht präsentiert. Nachdem Bismarck sich im Sommer 1866 konkret auf das Frankfurter Wahlgesetz festgelegt hatte, und nachdem der preußische König seine Zustimmung gegeben hatte, gab es kein Zurück mehr. Die beiden norddeutschen Reichstagswahlen von 1867 sollten dann zur Freude Bismarcks tatsächlich mit einer konservativ-liberalen Mehrheit ausgehen. Doch der pommersche Adlige Alexander von Below warnte den preußischen Ministerpräsidenten sogleich, dass man nicht vor jeder Wahl eine Schlacht bei Königgrätz (der entscheidende, populäre Sieg gegen Österreich 1866) schlagen könne.
Auch die liberale Fortschrittspartei und der deutsche Nationalverein beriefen sich auf die Frankfurter Reichsverfassung und ihr Wahlgesetz von 1849. Damit konnte die Nationalbewegung erstens ihre eigenständige, von der preußischen Regierung unabhängige Position unterstreichen, zweitens sich gegenüber Österreich und einer bloßen Bundesreform positionieren, sowie drittens die demokratische Linke mit einbinden (die Linke hatte seinerzeit in Frankfurt dafür gesorgt, dass das allgemeine Wahlrecht in das Wahlgesetz kam). Biefang: „Die Berufung auf Reichsverfassung und Wahlgesetz sollte die auseinanderdriftenden Strömungen und Interessen auf einen gemeinsamen Nenner bringen, sie diente dem ‚nation-building‘.“

## Norddeutscher Bund 1867–1870

Das Gebiet des Norddeutschen Bundes von 1867, mit roter Umrandung

Nach dem Austritt norddeutscher Staaten aus dem Deutschen Bund und nach dem Deutsch-Deutschen Krieg im Juni/Juli 1866 wollten die norddeutschen Staaten sich zu einem neuen Bund zusammenschließen. Aufgrund des Bündnisvertrags vom August 1866 sollte ein (norddeutscher) Reichstag das gemeinsame Parlament werden. Die Verfassung sollte vereinbart werden, und zwar zwischen:
- auf der einen Seite den Regierungen der Einzelstaaten, entsprechend dem Fürsten in einem einzigen Staat,
- und auf der anderen Seite dem vom Volk gewählten Reichstag.

Da es zunächst noch keinen norddeutschen Staat gab, konnte es ferner kein einheitliches Bundeswahlgesetz geben. Die betreffenden Einzelstaaten setzten in ihren Gebieten gleichlautend, jeder für sich, Wahlgesetze in Kraft. Dabei diente vereinbarungsgemäß das Reichswahlgesetz vom 12. April 1849 als Vorbild.
Das jeweilige Wahlgesetz brauchte die Zustimmung des Landtags des betreffenden Einzelstaates. Im preußischen Abgeordnetenhaus gab es beträchtlichen Widerstand, denn die liberale Fortschrittspartei störte sich am geplanten Föderalismus des Verfassungsentwurfes. Da Preußen im Norddeutschen Bund ein so großes Übergewicht habe (achtzig Prozent aller Einwohner), reiche es aus, dass die übrigen Staaten Abgeordnete zum Preußischen Abgeordnetenhaus hinzuwählen. Rechtsliberale und konservative Abgeordnete waren gegen die Wahlgleichheit. Außerdem meinten die Fortschrittler, dass die letzte Entscheidung über die norddeutsche Verfassung bei den Parlamenten der Einzelstaaten liegen müsse. Das Abgeordnetenhaus änderte daher mit großer Mehrheit das Wahlgesetz, so dass der konstituierende Reichstag nur über die norddeutsche Verfassung berate. Der preußische König setzte das Wahlgesetz am 15. Oktober 1866 in Kraft, ähnlich die übrigen betroffenen Einzelstaaten.
Das preußische Wahlgesetz für den konstituierenden Reichstag des Norddeutschen Bundes vom 15. Oktober 1866 legte fest, dass auf durchschnittlich 100.000 Einwohner ein Abgeordneter gewählt wurde. Wählen durften Männer, auf die alle diese Kriterien zutrafen:
- mindestens 25 Jahre alt,
- Staatsangehörigkeit in einem der zum Bunde gehörigen Staaten seit mindestens drei Jahren,
- Unbescholtenheit, das heißt aktuell Vollgenuss der staatsbürgerlichen Rechte, unbeschadet verbüßter Strafen
- nicht unter Vormundschaft oder Kuratel stehend, kein Konkursverfahren
- kein Bezug von Armenunterstützung durch Öffentlichkeit oder Gemeinde mindestens ein Jahr vor der Wahl,
- Wohnsitz im Wahlort,
- Eintrag in die Wahllisten.

Das Wahlgesetz sprach von einer direkten Wahl mit absoluter Mehrheit im Einerwahlkreis; notfalls war der Sieger in einer Stichwahl unter den beiden Bestplatzierten zu ermitteln. Man wählte mit verdecktem Stimmzettel ohne Unterschrift. Damit ähnelte das Wahlgesetz im Wesentlichen bereits dem Wahlrecht im Kaiserreich.
Die Wahlen zum konstituierenden Reichstag fanden am 12. Februar 1867 statt, in 297 Wahlkreisen mit ein oder zwei Wahlgängen. 235 davon lagen in Preußen, 23 in Sachsen. Seit 1848 und 1850 war dies die erste Wahl in Deutschland, die mehrere Einzelstaaten betraf.

### Diskussion im konstituierenden Reichstag 1867

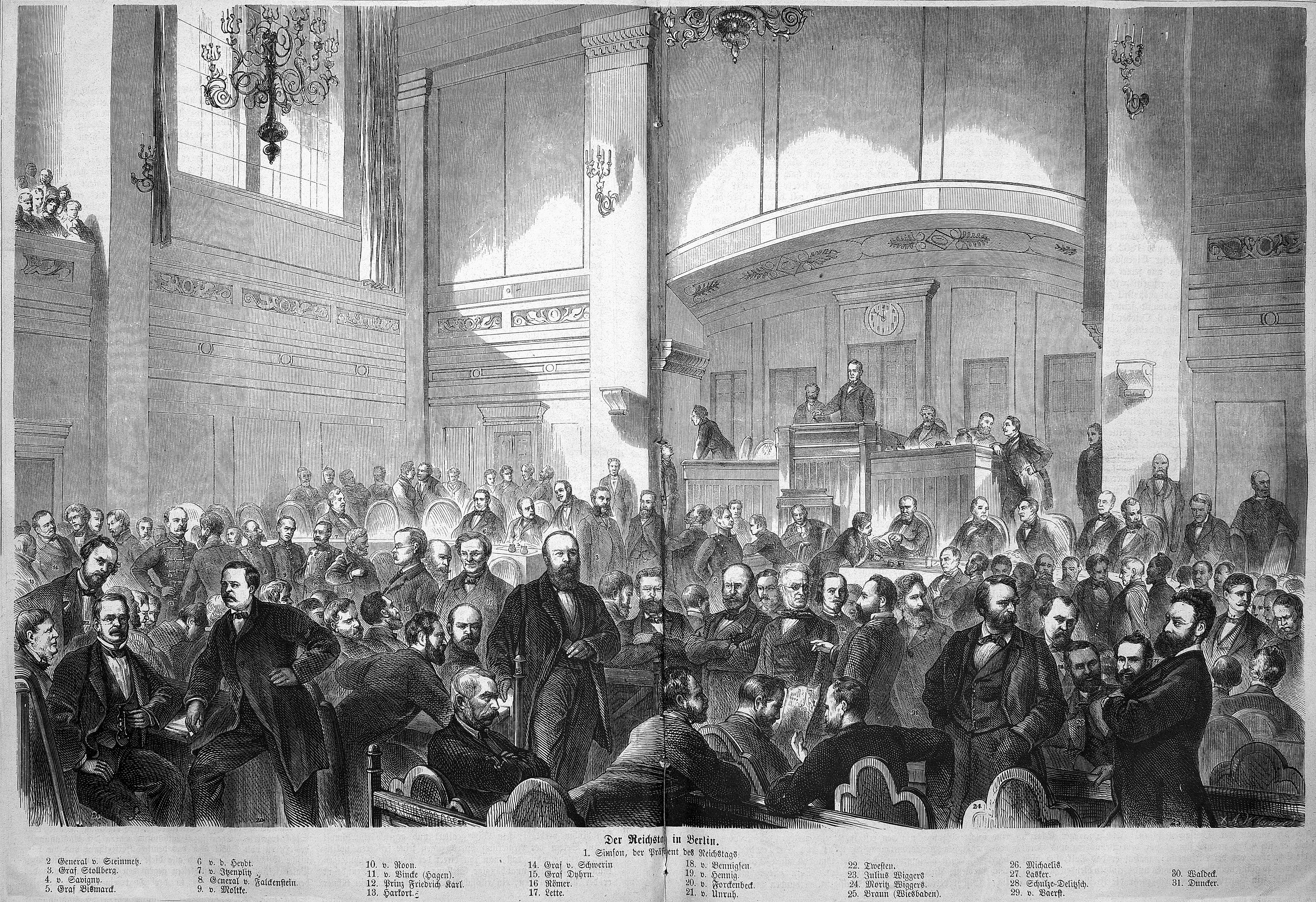
Reichstag des Norddeutschen Bundes, 1867

Im März 1867 beriet der konstituierende Reichstag über das Wahlrecht, wobei nur vereinzelte Redner noch gegen die Allgemeinheit der Wahl sprachen. Allerdings machten die Liberalen ihr zumindest grundsätzliches Unbehagen gegenüber der Allgemeinheit deutlich, wenngleich sie im gegebenen Fall ihr zustimmten. Den Liberalen gelang es, das Wahlgeheimnis, das im 19. Jahrhundert keineswegs selbstverständlich war, durchzusetzen.
Ein weiteres Thema war die Frage, ob die preußische Regierung bzw. der norddeutsche Bundeskanzler offizielle Kandidaten zu den Wahlen aufstellen sollte. Dies war im damaligen Frankreich des autoritär regierenden Napoleon III. gängig. Es hatte in der Zeit des Verfassungskonflikts in Preußen 1862-1867 sogar den Plan gegeben, Nichtwähler einfach als Wähler der Regierungskandidaten zu zählen. Doch nach dem Sieg bei Königgrätz gegen Österreich, als Bismarcks Prestige auf dem Höhepunkt war, standen solche Manipulationen nicht mehr zur Diskussion. Die Befürworter waren schließlich allenfalls dafür, in Gebieten mit nationalen Minderheiten „deutsche“ Einheitskandidaten zu unterstützen, oder dort, wo die konservativen Parteien keine Organisation hatten.
Bismarck wurde sich dessen bewusst, dass er durch Regierungskandidaten vielleicht einen rechteren, konservativeren Reichstag bekäme, als das für seine Bundesverfassung dienlich gewesen wäre. Es bestanden auch Risiken, wenn sich die Regierung in den Wahlkampf parteilich einmischen würde. Die Wahl an sich würde dann zur Wahl für oder gegen die Regierung ausarten, was den Gedanken der parlamentarischen Regierung fördern würde. Eine Niederlage der Regierungskandidaten brächte einen Autoritätsverlust mit sich. Wähler könnten aus Empörung über Regierungskandidaten erst recht die Opposition wählen. Und überhaupt wüssten die Wähler auch so, welche Kandidaten im Sinne der Regierung waren, und die Landräte hätten sowieso den amtlichen Apparat zu ihrer Verfügung.
Schließlich war die Frage von Abgeordnetendiäten umstritten. Bismarck war grundsätzlich dagegen, im Gegenzug dafür akzeptierte er es, dass Beamte wählbar seien. Traditionell dachten die Konservativen und mit ihnen Bismarck, dass politisch aktive Beamten die Speerspitze der Opposition bildeten. Doch es zeigte sich, dass gerade viele regierungsfreundliche Abgeordnete Beamte waren. Ihrerseits wünschten sich auch die Liberalen keine Diskussion, die sich gegen die Wählbarkeit von Beamten richtete. Sie hatten Angst, dass vielleicht Richter oder Lehrer, nicht aber (eher konservative) Landräte oder Offiziere von der Wählbarkeit ausgeschlossen werden würden.

### Norddeutsche Bundesverfassung und Zollverein
In der Verfassung des Norddeutschen Bundes vom 2. August 1867 hieß es schließlich:

„Der Reichstag geht aus allgemeinen und direkten Wahlen mit geheimer Abstimmung hervor, welche bis zum Erlaß eines Reichswahlgesetzes nach Maaßgabe des Gesetzes zu erfolgen haben, auf Grund dessen der erste Reichstag des Norddeutschen Bundes gewählt worden ist.“

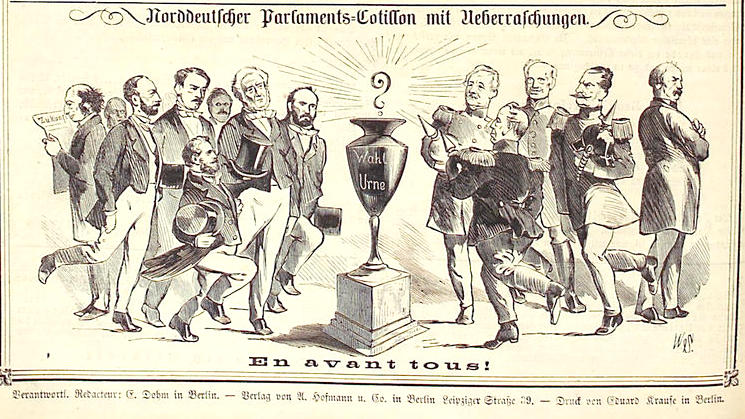
Karikatur im Kladderadatsch über die Wahlen, Ausgabe vom 10. Februar 1867

Der erste ordentliche Reichstag wurde am 31. August gewählt. Laut Verfassung konnte sowohl der Reichstag als auch der Bundesrat ein Gesetz vorschlagen. Beide Organe musste dem Vorschlag zustimmen, damit das Gesetz zustande kommen konnte. Der Bundesrat war die Vertretung der Gliedstaaten, in denen meist nach einem ungleichen Wahlrecht gewählt wurde.
Es blieb die Frage, wie die süddeutschen Staaten näher zum Norddeutschen Bund gebracht werden oder ihm gar beitreten könnten. Am 8. Juli 1867 wurde der Zollverein auf eine neue Grundlage gestellt. In Zoll- und Handelsfragen waren nicht mehr die Einzelstaaten, sondern der Zollverein souverän. Die meisten deutschen Staaten (mit Ausnahme Österreichs) waren unter preußischer Vorherrschaft darin vertreten. Ein Zollparlament diente als Volksvertretung aufgrund des allgemeinen, gleichen und direkten Wahlrechts. Daher wählte man im Jahr 1868 einige süddeutsche Abgeordnete zum bereits bestehenden Norddeutschen Reichstag hinzu. Da meist Abgeordnete gewählt wurden, die einer preußischen Machtausbreitung skeptisch gegenüberstanden, verfolgte Bismarck seine Absicht nicht weiter, das Zollparlament als Grundlage für einen weiteren Vereinigungsprozess zu nutzen.

## Reichstagswahlen nach dem Wahlgesetz von 1869

Wahlrecht in den einzelnen Bundesstaaten des Deutschen Reiches 1914:
Ohne allgemeines Wahlrecht:
Allgemeines ungleiches Wahlrecht:
Allgemeines gleiches Wahlrecht:
Wahlrecht in den Nachbarstaaten: blau: beschränktes Wahlrecht, z. B. Belgien, rot: allgemeines gleiches Wahlrecht, z. B. Frankreich.

Am 31. Mai 1869 kam es zu einem eigenen Gesetz für die Reichstagswahl, das Wahlgesetz für den Reichstag des Norddeutschen Bundes. Der Sozialdemokrat August Bebel beantragte, dass auch Männer wählen sollten, die öffentliche Armenunterstützung erhielten. Dies wurde mit großer Mehrheit abgelehnt. Das Bundeswahlgesetz unterschied sich geringfügig gegenüber den vorherigen Wahlgesetzen.
Nach Art. 18 sollte das Gesetz bei der nächsten Wahl des Reichstages in Kraft treten und dabei die bisherigen Reichstagswahlgesetze (die auf Ebene der Einzelstaaten erlassen worden waren) ablösen. Zur erneuten Wahl kam es in der Zeit des Norddeutschen Bundes nicht mehr. Zwar war der Reichstag am 31. August 1867 gewählt worden und dauerte die Legislaturperiode laut Verfassung drei Jahre. Doch nach der französischen Kriegserklärung vom 19. Juli 1870 beschloss der Reichstag am 21. Juli, dass der Reichstag während des Kriegs nicht neu gewählt werden würde.
Im November 1870 unterzeichneten die süddeutschen Staaten Bayern, Württemberg, Baden und Hessen-Darmstadt die Novemberverträge, um dem Bund beizutreten. Am 1. Januar 1871 trat die Verfassung des Deutschen Bundes, genannt Deutsches Reich in Kraft. In Art. 80, I. 13 listete sie diejenigen Gesetze des Norddeutschen Bundes auf, die sie zu Gesetzen des um Süddeutschland vergrößerten Staates erklärte. Dazu gehörte auch das Bundeswahlgesetz. (In der überarbeiteten Verfassung, vom 16. April 1871, fehlt dieser Artikel.) Am 3. März 1871 wurde der erste Reichstag des Deutschen Kaiserreichs und damit der erste Reichstag unter dem Gesetz von 1869 gewählt, mit den neuen Wahlkreisen aus Süddeutschland. 1873 kamen die Wahlkreise des 1871 annektierten Elsaß-Lothringen hinzu.
Zum Wahlgesetz gab es ferner Ausführungsbestimmungen in einem Reglement vom 31. Mai 1869. Darin geht es unter anderem um die Führung der Wählerlisten, die Einteilung der Wahlbezirke und welche Organe in den Einzelstaaten die Verantwortung dafür haben. Laut Verfassung fanden die Reichstagswahlen alle drei Jahre statt, ab 1888 nach einer Verfassungsänderung alle fünf Jahre. Den Reichstag auflösen und Neuwahlen ausschreiben durfte nur der Kaiser mit Zustimmung des Bundesrats. In der Praxis ging die Entscheidung vom Kanzler aus.

### Parteien

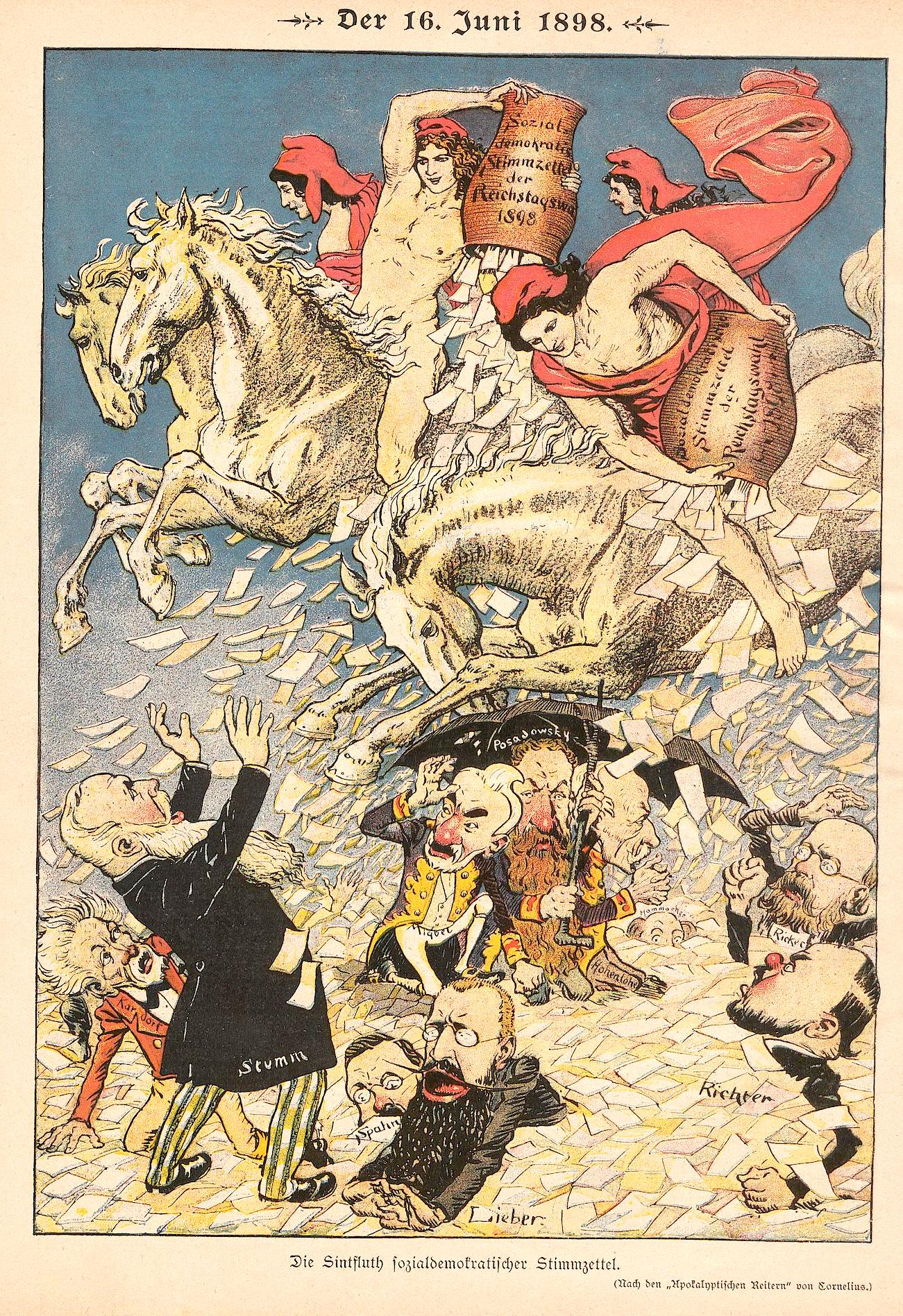
Karikatur im Wahren Jacob, 1898: Wie die apokalyptischen Reiter fallen sozialdemokratische Heroen über die bürgerlichen Parteien her, vor allem die Konservativen (Mitte). Ihre Waffe sind Stimmzettel, mit denen sie ihre Gegner überfluten.

Für einen Kandidaten war es im Laufe der Zeit kaum mehr möglich, ohne die tätige Unterstützung einer Partei gewählt zu werden. Eventuell leistete eine Organisation wie die Kirche oder der Bund der Landwirte diese Hilfe. Parteien waren in der Reichsverfassung nicht erwähnt. Das Reichstagswahlgesetz von 1869 besagte aber (§ 17):

„Die Wahlberechtigten haben das Recht, zum Betrieb der den Reichstag betreffende Wahlangelegenheiten Vereine zu bilden und in geschlossenen Räumen unbewaffnet öffentliche Versammlungen zu veranstalten.“

Die genannten Vereine sind streng genommen als Wahlvereine von den Parteien zu unterscheiden; sie waren eine Art Hilfsorgane, verlängerte Arme der politischen Parteien. Der Gesetzgeber wollte den Parteien einen bestimmten öffentlich-rechtlichen Status garantieren, meint Ernst Rudolf Huber: Bis 1866 waren Parteien im Deutschen Bund noch verboten. Doch das Wahlgesetz „setzte das Bestehen und die Wirksamkeit politischer Parteien voraus“, da ohne diese die Durchführung von freien Wahlen und ein Nationalparlament unmöglich waren. Die Entscheidung über die Existenz von Parteien wollte der Reichstag daher nicht dem Recht der Bundesstaaten überlassen. Der Schutz der Wahlvereine richtete sich aber nicht nur gegen die Landesgewalt, die nur teilweise und in einfachen Gesetzen Vereine schützten, sondern auch gegen die Exekutive auf Reichsebene.
Auch ein Sozialdemokrat konnte Kandidat sein und gewählt werden, während seine Partei in der Zeit der Sozialistengesetze (1878–1890) verboten war. Sie gewann damals sogar unerwartet Stimmen dazu. Ein Abgeordneter genoss parlamentarische Immunität; die Mehrheit im Reichstag war in der Regel auf Seiten eines Angegriffenen und gewährte ihm die Suspendierung der Strafverfolgung. Was ein Abgeordneter im Reichstag sagte, war von der Verfassung geschützt.
Wurde im Reichstag eine Neuwahl verkündet, so begann die offizielle Wahlzeit. Durch einen Zusatz von 1883 im Wahlgesetz genossen auch politische Druckerzeugnisse die Freiheit der Wahlzeit, so dass die Maßnahmen des Sozialistengesetzes noch weniger wirkten. Die Wahlzeit dauerte in der Regel etwa vier Wochen, mit Stichwahl sechs. Außerdem gab es pro Legislaturperiode zwischen 25 und fünfzig Nachwahlen.

### Wahlversammlungen
Wahlversammlungen mussten angemeldet werden, in Preußen beispielsweise mindestens 24 Stunden zuvor, bei der örtlichen Polizei. Oftmals versuchte die Polizei, die Anmeldung unter einem Vorwand zu verweigern. Das Reichsvereinsgesetz schaffte die Anmeldepflicht 1908 ab, weiterhin genehmigt werden mussten Versammlungen unter freiem Himmel.
Je nach Bundesstaat konnte die Polizei eine Wahlversammlung streng bewachen und aus nichtigen Gründen auflösen. 1884 führte die Änderung des vorgesehenen Redners beispielsweise zum Verbot einer Versammlung in Sachsen, während in Bayern ein Polizist eine Wahlversammlung nur als Gast ohne amtliche Tätigkeit besuchen durfte. Auch die Möglichkeiten polizeilicher Eingriffe wurden im Reichsvereinsgesetz schließlich reichsweit begrenzt.
Frauen waren in Preußen und Sachsen (und anfänglich anderen Staaten) von politischen Versammlungen ausgeschlossen; ihre Anwesenheit konnte dazu führen, dass der anwesende Polizeibeamte die Versammlung beendete. In späterer Zeit war die Handhabung aber nicht mehr sehr strikt, da auch konservative Versammlungen Frauen zuließen. Diese mussten durch einen Bindfaden oder Kreidestrich von den Männern getrennt sein, allerdings gab es auch die Sozialdemokratin Lily Braun, die Reden vor Zuhörerschaften hielt, die oft zu dreißig Prozent aus Frauen bestanden und keine Absperrung kannten. Das Vereins- und Versammlungsrecht 1908 beendete dann die Einschränkungen für Frauen. Das Wahlrecht erhielten Frauen erst in der Novemberrevolution.

### Allgemeine und gleiche Wahl

Deutsches Reich 1871–1918

Wählen und damit ihr aktives Wahlrecht ausüben durften ab 1869 alle Einwohner, die
- männlichen Geschlechts waren,
- mindestens 25 Jahre alt waren,
- die Staatsangehörigkeit eines der Bundesstaaten besaßen,
- ihren Wohnsitz in einem der Wahlbezirke hatten,
- keine aktiven Soldaten waren,[32]
- keine Strafgefangenen waren,
- nicht von der Armenunterstützung lebten,
- nicht entmündigt waren.

Waren 1874 noch 11,5 Prozent der männlichen Deutschen im Wahlalter vom aktiven Wahlrecht ausgeschlossen, so traf dies 1912 für 5,9 Prozent zu. Das lag daran, dass die Wählerlisten besser geführt und die Kriterien anders ausgelegt wurden (in der Weimarer Republik waren es nur noch zwei Prozent). Nicht wählen konnten die Staatsangehörigen, die im Ausland oder in den deutschen Kolonien wohnten, da sie nicht in einem Wahlbezirk wohnten. Innerhalb der Kolonien gab es eine Verwaltung, aber keine Volksvertretungen.
Ein Wahlberechtigter hatte nach dem Wahlgesetz das subjektive Recht zu wählen. Trotzdem meinten viele Staatsrechtslehrer damals, es handele sich nur um den Reflex eines objektiven Rechts. Der Wähler übe eine öffentliche Funktion aus, ein verantwortliches Amt. Damit wollten sie das Gemeinwohl, das öffentliche Interesse an der ungestörten Ausübung des Wählens sowie eine Pflicht zum Wählen betonen und das Wahlrecht mit Gesetzen zum Beispiel gegen Stimmenkauf oder Wahlnötigung schützen. Doch zur Wahlfreiheit gehört ebenso das Recht, nicht wählen zu gehen. Es war auch Sinn des Wahlaktes, dass nur Stimmen aus freier Überzeugung abgegeben wurden (und nicht etwa ungültige, nur um einer Wahlpflicht zu genügen). Überlegungen, eine Wahlpflicht einzuführen, stand eine hohe Wahlbeteiligung entgegen, die im Laufe der Kaiserzeit noch stieg. Sie bewies den politischen Verantwortungssinn und die innere Beteiligung der Bürger, wenn dies ohne Wahlpflicht möglich war.
Das Wahlalter blieb bis 1918 unverändert, obwohl es gedanklich zuweilen an die Volljährigkeit gebunden wurde. Diese legte man am 1. Januar 1876 reichseinheitlich auf 21 Jahre fest. Die SPD wollte das Wahlalter von 25 auf 20 Jahre senken, und im März 1917 stellte die linkere USPD dazu einen von der SPD unterstützten Antrag. Die Herabsetzung wurde mit dem Kriegsdienst in Zusammenhang gebracht, woraufhin die Gegner (Linksliberale, Nationalliberale, Zentrum) entgegneten, dass das Wahlalter dann noch niedriger sein müsse, weil sonst die jüngeren Soldaten ungleich behandelt werden würden. Kriegsdienst bringe ferner nicht automatisch politische Reife mit sich. In der Novemberrevolution 1918 legten SPD und USPD das Wahlalter dann bei 20 Jahren fest.
Gleich war das damalige Wahlrecht, weil jeder Wähler dieselbe Anzahl an Stimmen hatte (eine) und jede Stimme denselben Zählwert hatte. Dennoch hatten die Stimmen im damaligen Mehrheitswahlsystem nicht unbedingt denselben Erfolgswert: Wer seine Stimme einem unterlegenen Wahlkreisbewerber gab, dessen Stimme wurde weiter nicht mehr berücksichtigt. Dieser Umstand war dann auch ein Argument in der Diskussion um ein Verhältniswahlrecht, denn dort herrscht nicht nur eine formelle, sondern auch eine materielle Wahlgleichheit.
Wählbar war, wer das aktive Wahlrecht besaß. Hinzu kamen Soldaten, während Mitglieder des Bundesrats vom passiven Wahlrecht ausgeschlossen waren. Wurde ein Gewählter Beamter, musste er sein Mandat aufgeben. Jemand durfte in mehreren Wahlkreisen antreten, aber nur ein Mandat annehmen. Zwar waren die Landesherren (etwa der preußische König oder der badische Großherzog) nicht ausdrücklich von der Wählbarkeit ausgeschlossen, aber da man nicht gleichzeitig dem Reichstag und dem Bundesrat angehören durfte (Art. 9 der Verfassung), ist davon auszugehen, dass auch ein Landesherr nicht Reichstagsmitglied sein durfte, da dieser offiziell die Stimmen seines Bundesstaates im Bundesrat instruierte. Bei den Oktoberreformen vom 28. Oktober 1918 wurde Artikel 9 zwar nicht beseitigt, aber immerhin verloren durch die Änderung von Artikel 21 die Reichstagsmitglieder ihre Mandate nicht, wenn sie in die Regierung eintraten.
Bis 1906 gab es keine Diäten, also keine Entlohnung für das Abgeordnetenmandat. Diäten waren in Deutschland auf der Ebene der Einzelstaaten zwar durchaus bekannt, doch Bismarck hatte sich für ein Verbot in der Reichsverfassung ausgesprochen – als Ausgleich für das allgemeine Wahlrecht. Es kostete etwa 6000 Mark, um einen zweiten Wohnsitz in der Hauptstadt Berlin zu unterhalten und acht Monate des Jahres keinem Brotberuf nachgehen zu können. Damit waren praktisch 99 Prozent des Volkes ausgeschlossen. Möglich wurde die Ausübung des Mandats für viele weniger Begüterte nur, wenn ihre Partei ihnen aushalf, etwa, indem sie einen Abgeordneten als Redakteur einer Parteizeitung anstellte. Das band sie verstärkt an die Partei; dabei gab die SPD das Vorbild für andere Parteien ab. Bismarck wollte die Entwicklung einer Klasse von Berufspolitikern verhindern, aber auf diese Weise mussten sie die Politik zum Beruf machen. Während die Parteiunterstützung in England als anrüchig galt, war sie in Deutschland gesellschaftlich akzeptiert, eben weil die Verfassung die Politiker indirekt dazu zwang.

### Ausführung der Wahl

#### Wahlhelfer

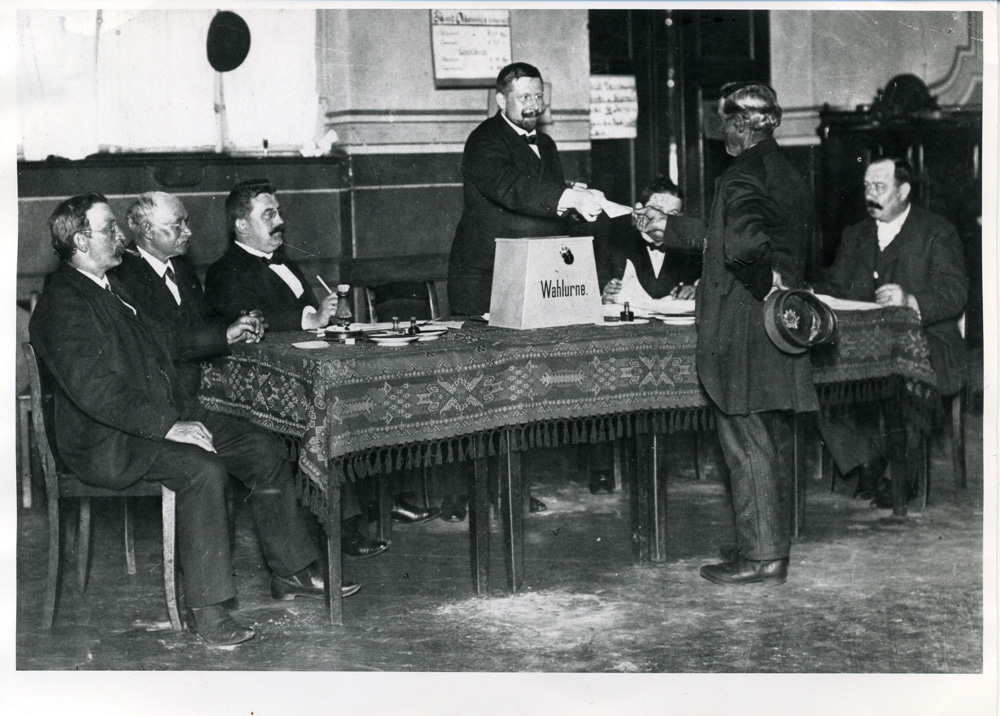
Ein Wähler gibt bei der Reichstagswahl 1912 seine Stimme in einem Neuköllner Wahllokal ab. Den Zettel überreicht er dem Wahlhelfer, der ihn sogleich in die Urne befördern wird.

Der norddeutsche Reichstag sah sich vor dem Problem, dass die Durchführung von Wahlen eine große Anzahl von Helfern benötigte. Die Regierung schlug vor, dass in den Wahlgremien stets Beamte sitzen sollten, während die Reichstagsabgeordneten meinten, das Volk selbst solle seine Wahlen durchführen. Schließlich lautete die Regel, dass die Behörden im entsprechenden Bundesstaat für die Ernennung der Vorsitzenden der Wahlvorstände verantwortlich war. Dies war normalerweise der Bürgermeister oder Landrat, bzw. deren Pendants außerhalb Preußens.
Der Vorsitzende des Wahlvorstands ernannte einen Protokollführer und drei bis sechs Beisitzer, die keine Staatsbeamten sein durften. In den einzelnen Bundesstaaten wurde heftig darüber gestritten, wer als Staatsbeamter galt: Regierungsräte und Polizisten waren ausgeschlossen, Lehrer oder Dorfvorsteher meist nicht, obwohl sie normalerweise nicht gewählt, sondern ernannt wurden. Man konnte sie formal als örtliche, nicht als staatliche Beamte ansehen. Die Suche nach geeigneten Personen war schwierig, die Vorsitzenden schauten sich zudem vor allem nach politisch Gleichgesinnten um. Die Zusammensetzung und die Vertrautheit der Wahlvorstände mit den Regeln war häufig Teil der Wahlanfechtungen.

#### Ort und Zeit
Die Wahllokale sollten zwischen 10 und 18 Uhr geöffnet sein (ab 1903 bis 19 Uhr). Durch Abweichungen davon konnten Wahlvorstände verhindern, dass missliebige Wähler ihre Stimme abgaben. In Bamberg beispielsweise ließ ein Linksliberaler das Wahllokal erst um 16 Uhr öffnen, weil die konservativen Bauern am nächsten Morgen zur weit entfernten Landwirtschaftsmesse wollten und daher vorzeitig das Dorf verlassen mussten.

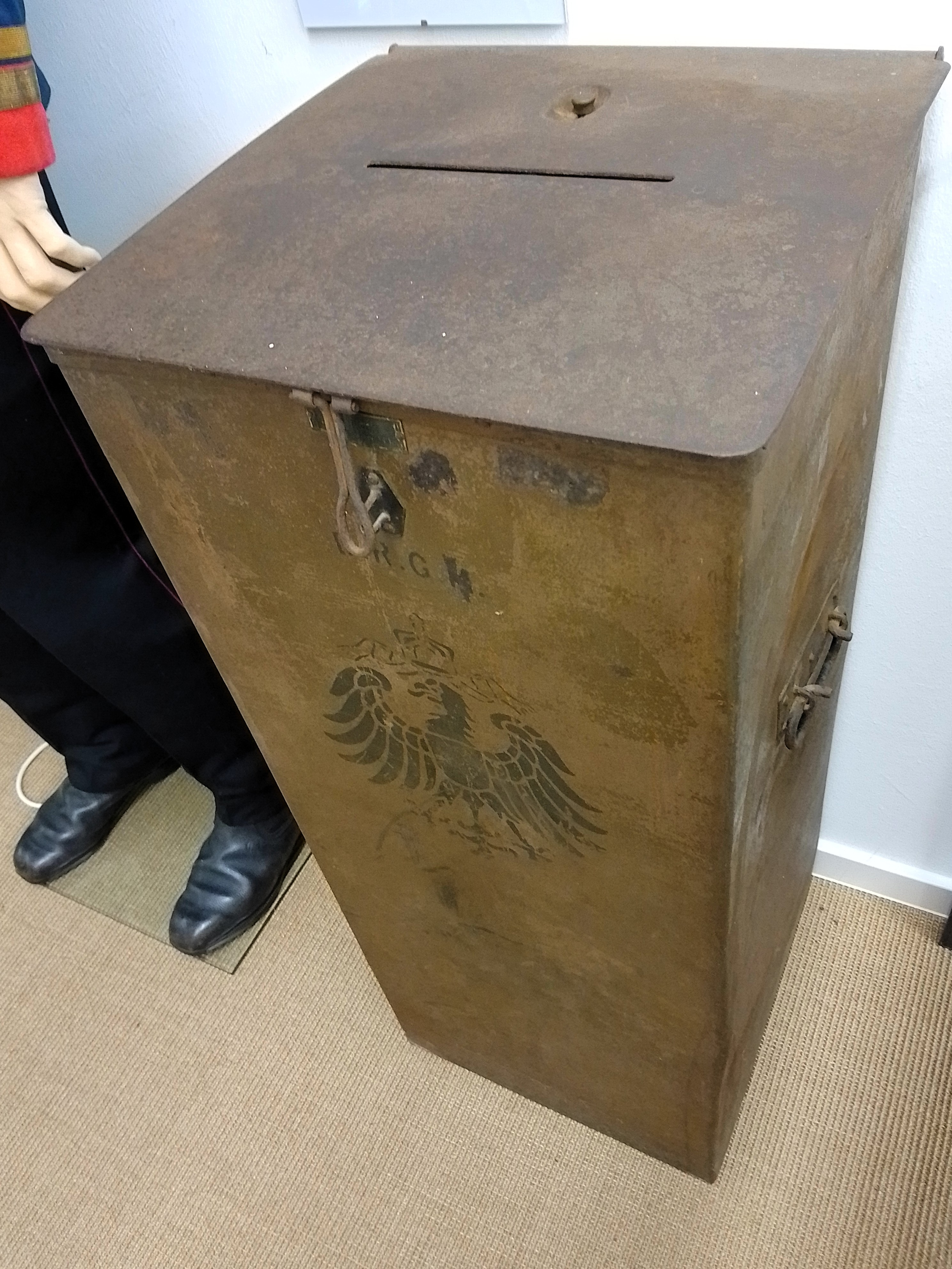
Verschließbare Wahlurne aus Metall mit dem kaiserlichen Reichsadler, Schablonenbeschriftung und Tragegriffen aus Neustadt am Rübenberge

Nicht zuletzt die Auswahl eines geeigneten Wahllokals konnte strittig sein. Als ein selbstherrlicher Lehrer im Landkreis Rosenheim sein Schulhaus nur nach Gutdünken für Wähler öffnete, meinte ein zorniger Bürger, die Wohnung des Ortsvorstehers sei dazu besser geeignet, dass jeder ohne Zwang abstimmen könne. Gerade in ländlichen Gebieten wurde oft in der Wohnung oder Fabrik eines angesehenen Bürgers gewählt, und selbst in größeren Städten nicht nur in Schulen, Krankenhäusern oder Rathäusern, sondern auch in Hotels und Restaurants. Das konnte zu Verwirrungen über die Autorität des Besitzers führen, oder dazu, dass ein Wahlvorsteher die Wahl im eigenen Wirtshaus abhalten ließ, wo die Wähler gleich konsumieren konnten. Wirtshäuser waren aber oft mit einer bestimmten politischen Partei oder Konfession verbunden, und polnische Wähler beklagten sich, in „deutschen“ Restaurants voller deutscher Wahlkämpfer wählen zu müssen.
Die Öffentlichkeit der Wahl, wie das Gesetz sie vorsah, wurde in den 1890er-Jahren von Reichstag und Regierung konkretisiert. Öffentlich heißt in diesem Zusammenhang, dass das Wahllokal von jedem Wahlberechtigten betreten werden durfte. Dazu musste er nicht einmal im Ort ansässig sein. Die selbsternannten oder von Parteien entsandten Wahlbeobachter konnten die Wahlvorstände zum Teil in Bedrängnis bringen, allein schon aus Platzgründen; manche Wahlbeobachter waren in erster Linie streitsüchtig. Auch wenn einige Wahlvorstände Wahlbeobachter willkürlich hinauswarfen, so hatten sie doch nicht zuletzt Angst, durch Gebrauch ihrer Autorität die Wahl ungültig zu machen.
Im Kaiserreich war es noch nicht vorgeschrieben, dass ein Wahltag ein Sonn- oder Feiertag sein müsse, dies haben erst die Sozialdemokraten im November 1918 verordnet. Sie befürchteten, dass Arbeitgeber ihren Arbeitnehmern die freie Zeit zum Wählen verweigern könnten, was Verfassungsexperten für legal hielten, der Gesetzgeber allerdings nicht. In der Realität des Kaiserreichs aber versuchten die Arbeitgeber eher, die Arbeitnehmer zum Wählen zu nötigen; die Wahl am Werktag unterstützte das Gefühl, dass das Wählen ein Teil der Arbeitswelt war.

#### Wählerlisten
In Großbritannien und den USA war der Wähler dafür verantwortlich, sich zu registrieren und damit in die Wählerliste aufgenommen zu werden. Auf der Insel musste ein Wahlwilliger seine Wahlberechtigung selbst beweisen, was gegebenenfalls einen Gang vor Gericht notwendig machte. Millionen Einwohner wurden davon eventuell vom Wählen abgehalten. Das bürokratischere Deutschland hingegen kannte eine Meldepflicht und hielt den Staat dafür verantwortlich, korrekte Wählerlisten zu führen. In Hamburg waren im Jahre 1887, wegen der vielen oft umziehenden Arbeiter, 170 Sachbearbeiter allein mit der Zusammenstellung der Listen beschäftigt. Dies senkte die Kosten für Parteien und Kandidaten, ihre Anhänger zum Wählen aufzurufen.

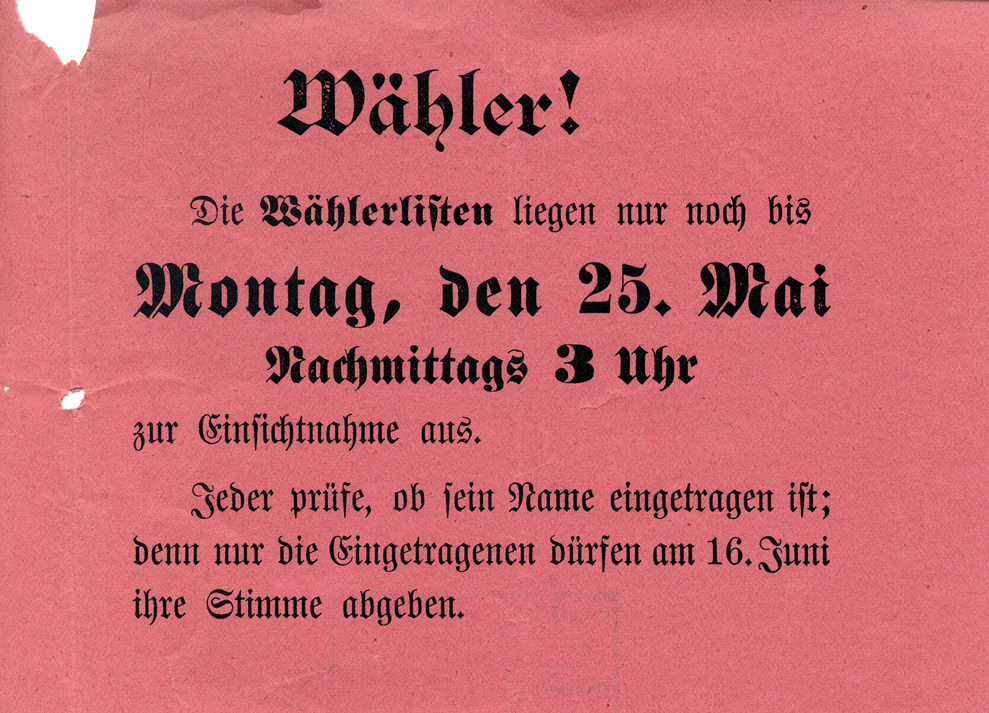
Aufruf der SPD, seinen Namen in der Wählerlisten zu kontrollieren, 1903.

In den acht Tagen vor der Wahl konnte ein Wähler kontrollieren, ob er tatsächlich in der Liste auftauchte. Von diesem Recht machten damals in Hamburg zwei Drittel der Wahlberechtigten Gebrauch. Strittig war zunächst, ob man auch die Namen anderer Wahlberechtigter einsehen durfte, was schließlich von der Regierung bestätigt wurde. Parteien machten sich Abschriften der Listen und statteten den Wahlberechtigten einen Besuch ab oder näherten sich ihnen per Post. Sozialdemokraten drängten darauf hin, dass ihre Anhänger ihren Eintrag kontrollierten, denn in Berlin etwa lieferten die Wohnungsbesitzer den Behörden die Daten ihrer Mieter. Besonders liberale Wohnungsbesitzer machten sich nicht immer die Mühe, auch die ärmeren Mieter in den oberen Stockwerken zu registrieren.

#### Auszählung

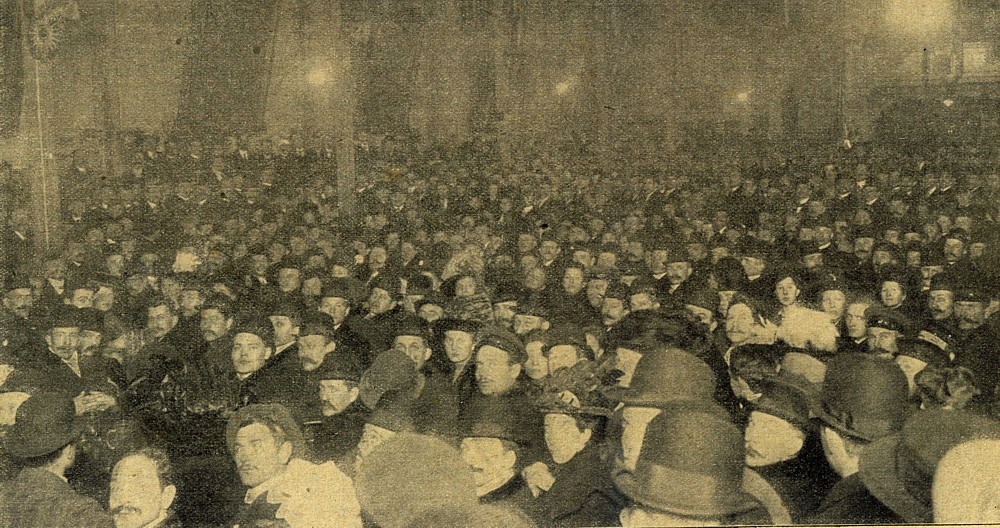
Die Bevölkerung wartet auf die Auszählung der Stichwahl im Wahlkreis Potsdam-Osthavelland, Reichstagswahl 1912.

Der Wahlvorstand erklärte den Wahlakt im Wahllokal für beendet. Der Wahlvorsteher nahm dann die Stimmzettel bzw. die Umschläge aus der Urne und zählte sie. Wich deren Zahl von den Abstimmungsvermerken (der Wähler) ab, musste dies im Wahlprotokoll gemeldet werden. Folglich öffnete der Wahlvorsteher die Stimmzettel bzw. Umschläge einzeln und las den Stimminhalt vor. Das Wahlprotokoll wurde zusammen mit ungültigen Stimmzetteln dem Reichstag zugesandt, die übrigen versiegelt aufbewahrt, bis der Reichstag die Gültigkeit der Wahl endgültig anerkannt hatte.
Ungültig war ein Stimmzettel, wenn er nicht weiß war oder ein äußeres Kennzeichen aufwies; keinen oder keinen lesbaren Namen enthielt; oder ein Protest oder Vorbehalt hinzugefügt worden war. Da der Wahlvorsteher die seiner Meinung nach ungültigen Zettel dem Reichstag schicken musste, konnte die Wahlprüfung strittigen Entscheidungen in der Regel konsequent begegnen. Vor allem ein angeblich oder tatsächlich falsch geschriebener Name wurde von manchen Wahlvorstehern gern zum Vorwand genommen. Da bei diesem Vorgehen keine Strafen drohten, versuchten einige Wahlvorsteher es wiederholt, um die Wahl eines ungeliebten Kandidaten wenigstens herauszuzögern.

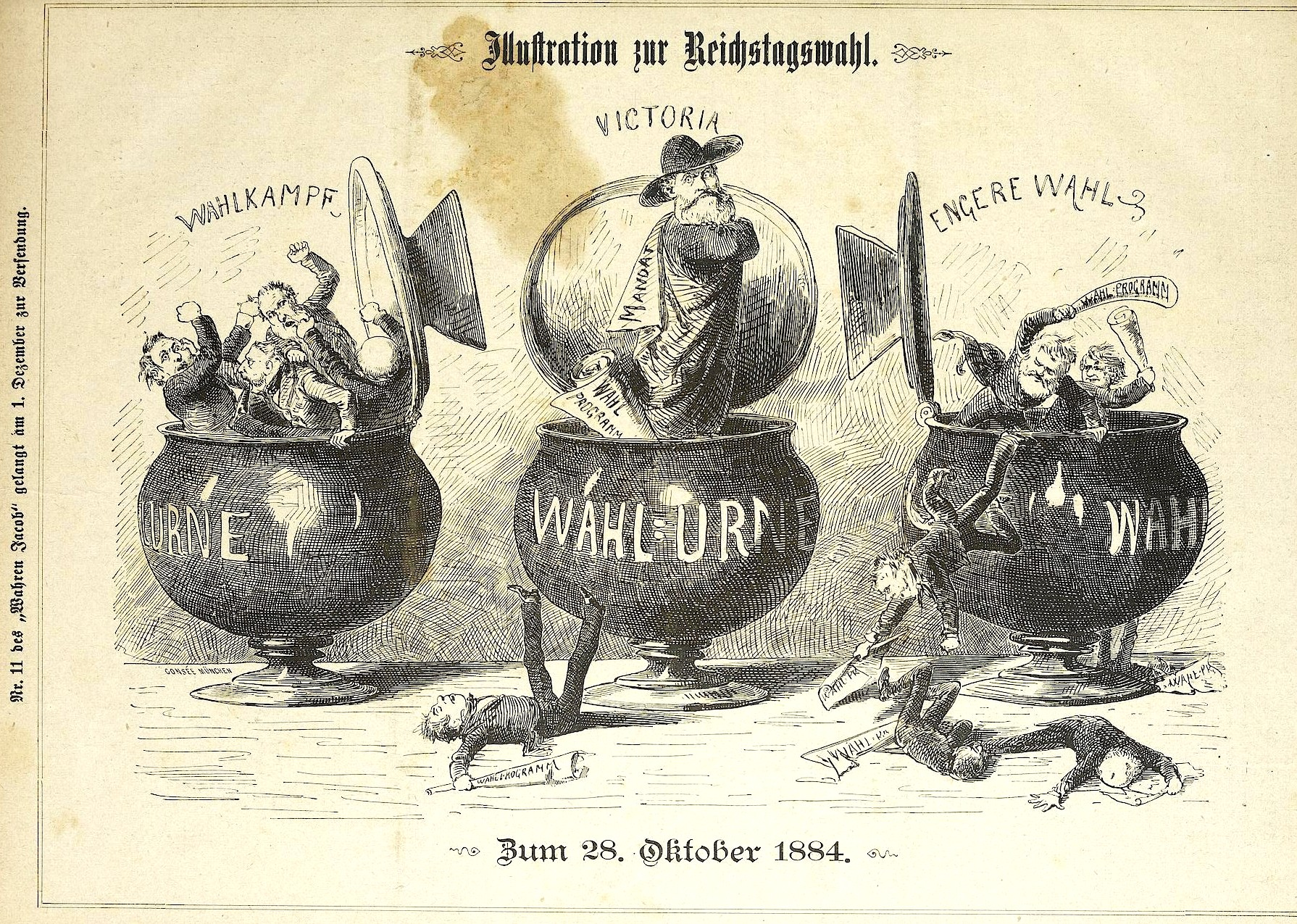
Karikatur im Wahren Jacob, 1884. Wahlkampf, Wahlsieg und engere Wahl (Stichwahl).

Schließlich stellte eine Wahlkommission das Gesamtergebnis des Wahlkreises fest. Ihr saß ein Wahlkommissar vor, der von der Regierung ernannt wurde und meist die Spitzenposition in der örtlichen Verwaltung einnahm. Er bestellte sechs bis zwölf Beisitzer, die kein unmittelbares Staatsamt innehaben durften, sie waren oft Honoratioren, die unter Umständen konkurrierenden Parteien angehörten. Ein Protokollführer wiederum durfte ein Staatsamt bekleiden.
Vier Tage nach der Wahl hatte die Wahlkommission eine öffentliche Sitzung, in der sie die Wahlprotokolle aus den Wahlbezirken durchsah und die Ergebnisse durchzählte. Hatte ein Kandidat die absolute Mehrheit der gültigen Stimmen, proklamierte die Wahlkommission diesen zum Sieger. Sonst bestimmte der Wahlkommissar die Abhaltung einer Stichwahl, nach der die Wahlkommission wieder zusammentrat. Hatte sie Bedenken über eine Wahl in den Bezirken, konnte sie diese zu Protokoll geben.
Gerade bei den ersten Reichstagswahlen passierte es, dass manche Wahlkommissionen eigenmächtig die Einzelergebnisse korrigierten oder ganze Wahlbezirke unberücksichtigt ließen. Dreimal kam es daher zu Annullierungen des Wahlkreis-Ergebnisses. In einem dieser Fälle 1874 hatte eine Wahlkommission in Oppeln die Ergebnisse zweier Wahlbezirke nicht in das Gesamtergebnis eingerechnet, so dass der deutsche Kandidat gewann. Ebenso wenig wie der dortige Wahlkommissar wurde jener bestraft in Bromberg bei der Wahl 1881. Der Wahlkommissar hatte so getan, als seien Adolf Koczorowski z Dembno und Adolph Koczorowski auf Debenke zwei unterschiedliche Personen. Dadurch verteilten sich die Stimmen für diesen polnischen Kandidaten, und der tatsächlich nur drittplatzierte Kandidat der Konservativen gelang in die Stichwahl gegen den erstplatzierten Linksliberalen.

### Direktwahl im Einerwahlkreis

Karte mit den siegreichen Parteien in den Wahlkreisen, 1912. Deutlich erkennbar sind die Konzentration der Katholiken (schwarz) im Südosten und Westen, das dunkelblaue (konservative) Ostelbien, das rote Sachsen in der Mitte und die Gebiete der Minderheiten in Orange, wie zum Beispiel der Polen im Osten.

Bei den Wahlen 1848 und dann ab 1867 wählte man in Wahlkreisen, die jeweils einen Abgeordneten entsandt haben. Um das Mandat zu erringen, musste ein Kandidat im Wahlkreis die absolute Mehrheit der Stimmen auf sich vereinen; gelang dies keinem der Kandidaten, kam es einige Tage später zu einem zweiten Wahlgang, also einer Stichwahl. In der Stichwahl traten die beiden Kandidaten an, die im ersten Wahlgang am meisten bzw. am zweitmeisten Stimmen erhalten hatten.
Sogenannte Wilde, Kandidaten ohne Bekenntnis zu einer bestimmten Fraktion, waren anfangs noch häufig. Doch die Tendenz von einer Personenwahl hin zu einer Parteiwahl war stark. Anfangs gab es in vielen Wahlkreisen nur zwei Kandidaten mit Erfolgsaussichten. „Rivierawahlkreise“ bevorzugten so sicher eine bestimmte Partei, dass der Kandidat an der Riviera hätte weilen können, anstatt Wahlkampf zu treiben. Später aber sorgten Konflikte innerhalb der liberalen Gruppen sowie das Auftreten neuer Konkurrenten wie den Antisemitenparteien für umkämpfte Wahlkreise. 1871 gab es 945 Kandidaten, 1912 hingegen 1552.
Die Stichwahl begünstigte die politische Mitte und damit die Liberalen, sowohl die linken als auch die rechten. 1912 hatten die Liberalen fast alle Mandate in Stichwahlen erhalten, was ihre Benachteiligung als städtische Parteien etwas ausglich. Die SPD hingegen hat von den 679 Stichwahlen während des Kaiserreichs nur 27,4 Prozent gewonnen. Oftmals standen die Bürgerlichen hinter einem gemeinsamen Kandidaten, um ein Mandat für die Sozialdemokraten zu verhindern, oder „deutsche“ Politiker vereinten ihre Kräfte gegen einen „polnischen“ Kandidaten. Stichwahlen haben politisiert und integriert.
Es gibt Grundannahmen über den Einfluss, den ein Wahlsystem auf die Parteienlandschaft hat. So sorge ein relatives Mehrheitswahlsystem für ein überschaubares Zweiparteiensystem und ein Verhältniswahlsystem für ein Vielparteiensystem, wie es Duvergers Gesetz behauptet. Historischen Überprüfungen halten solche Verallgemeinerungen jedoch nicht immer stand. Zu berücksichtigen sind nicht nur Einzelheiten des Wahlsystems, sondern auch die wählende Gesellschaft mit ihren inneren Gegensätzen.
In Deutschland gab es nicht nur einen Gegensatz von Konservativen und Liberalen, sondern auch der Liberalismus hat sich nach 1867 in mindestens zwei Parteien gespalten. Dazu kam der (vereinfacht gesprochen) Gegensatz von Kapital und Arbeit, der eine Partei wie die SPD begünstigte. Ferner gab es religiöse (katholische Zentrumspartei) und nationale (Polen, Dänen, Elsass-Lothringer) Minderheiten. Wegen ihrer oftmals regionalen Konzentration ermöglichte das Mehrheitswahlsystem ihnen den Sieg im Wahlkreis. Ferner konnten aufgrund der absoluten Mehrheitsregel Verlierer sich zusammenschließen und in Stichwahlen siegen. So gab es im Reichstag des Kaiserreichs etwa ebenso viele Parteien wie in der Weimarer Republik mit ihrem Verhältniswahlsystem.

#### Wahlkreise

Wahlkreise für die Reichstagswahlen

Die Wahlkreise waren für die erste norddeutsche Wahl von 1867 eingerichtet worden, und 1871 kamen die süddeutschen Wahlkreise dazu. Seitdem konnte die Einteilung nur noch durch Reichsgesetz geändert werden. Damit bestand das Wahlgebiet zunächst aus 382 Wahlkreisen. Im Jahre 1873 kamen 15 Wahlkreise für Elsaß-Lothringen hinzu, so dass die Gesamtzahl 397 Wahlkreise betrug. Dies blieb bis 1918 unverändert.
Die Regierung hatte früh vorgeschlagen, die Wahlkreisgrenzen mit jeder Volkszählung zu erneuern, was die Linksliberalen abgelehnt hatten. 1856 hatte die preußische Regierung nämlich die Grenzen willkürlich verschoben, um die Opposition zu treffen (in den USA spricht man von Gerrymandering). Das Wahlgesetz von 1869 verwies dann auf die Bevölkerungszahlen bei den Wahlen zum konstituierenden Reichstag vom Februar 1867. Doch schon 1871 sagten Statistiker voraus, dass die zu beobachtende Unterschiedlichkeit von bevölkerungsarmen und bevölkerungsreichen Wahlkreisen in Zukunft noch wachsen werde. Zu einer (grundsätzlichen) Reform ist es bis 1918 nicht mehr gekommen, obwohl das Wahlgesetz selbst dies nahegelegt hatte: „Eine Vermehrung der Zahl der Abgeordneten in Folge der steigenden Bevölkerung wird durch das Gesetz bestimmt.“ (§ 5), und: „Ein Bundesgesetz wird die Abgrenzung der Wahlkreise bestimmen. Bis dahin sind die gegenwärtigen Wahlkreise beizubehalten […].“ (§ 6)
Trotzdem kam es zu einigen kleineren Abänderungen von Wahlkreisgrenzen durch Reichsgesetz, zum Beispiel beim Wahlkreis Oppeln im Jahre 1873. Außerdem änderten Behörden zuweilen die Grenzen eigenmächtig, so etwa, als 1890 in der preußischen Rheinprovinz bei Eingemeindungen sich Gemeindegrenzen änderten und mit ihnen Wahlkreisgrenzen angepasst wurden. Die Wahlprüfung des Reichstags 1893 hat zwei Mandate deswegen für ungültig erklärt.
Es gab damals aber auch bewusst die Absicht, Grenzen wahlentscheidend zu ändern. Ein Regierungspräsident in der Provinz Posen wollte einen bestimmten Distrikt eines Wahlkreises dem Nachbarwahlkreis zuschlagen. In jenem Wahlkreis hatte der polnische Kandidat nämlich nur eine knappe Mehrheit erhalten, während die polnische Mehrheit im anderen stark war. Durch die geplante Verschiebung hätte im ersteren Wahlkreis vermutlich das nächste Mal ein „deutscher“ Kandidat gewonnen. Robert Arsenschek: „Verblüffend an dieser Aktion war vor allem die Ignoranz bei einer ganzen Reihe mittlerer Beamter, was das geltende Recht anbelangte.“

#### Auswirkungen der Wahlkreisgrößen
1912 lebten im kleinsten Wahlkreis 46.650 Einwohner, nämlich Schaumburg-Lippe. Bei rund 12.000 Wahlberechtigten brauchte der Sieger nur einige tausend Stimmen. Der größte Wahlkreis hingegen, Teltow-Charlottenburg bei Berlin, zählte 1,2 Millionen Menschen. Damals gab es zwölf Wahlkreise mit weniger als 95.000 Einwohnern, zwölf andere hatten mehr als 400.000 Einwohner. Bei diesem oft zitierten Beispiel ist zu berücksichtigen, dass selbst kleine Bundesstaaten wie Schaumburg-Lippe nach Möglichkeit einen eigenen Wahlkreis haben sollten. Die Achtung der Grenzen der Bundesstaaten führte übrigens dazu, dass teilweise weit entfernte Gebiete zum selben Wahlkreis gehörten. Das südwestdeutsche Gebiet Birkenfeld beispielsweise war ein Teil des norddeutschen Großherzogtums Oldenburg und wählte in dessen 1. Wahlkreis wie auch die Einwohner von Oldenburg-Stadt.
Die Einteilung bevorteilte das ländliche Deutschland und damit Konservative und Zentrum, und sie benachteiligte das städtische Deutschland mit Liberalen und vor allem Sozialdemokraten. Bei der Wahl benötigte ein Kandidat im Durchschnitt zehntausend Stimmen, um gewählt zu werden, ein Sozialdemokrat jedoch durchschnittlich 62.000 Stimmen. 1907 lag der Durchschnitt bei 28.350 Stimmen, für einen Konservativen waren dies 17.700 und für einen Sozialdemokraten 75.800 Stimmen. Eine Wahl später wiederum brauchte ein Konservativer etwas weniger Stimmen als der Durchschnitt und ein Sozialdemokrat etwa ein Drittel mehr. Wahlblöcke konnten durchaus mit weniger Stimmen mehr Mandate erzielen als die Konkurrenz. 1887 entfielen auf das konservativ-nationalliberale Bündnis 3.573.000 Stimmen (221 Mandate), auf die Opposition 3.893.000 Stimmen (176 Mandate).
Solche Unterschiede zwischen großen und kleinen Wahlkreisen mit den entsprechenden Folgen waren in Großbritannien jedoch lange Zeit wesentlich höher. 1886 erzielten die Liberalen 65.000 Stimmen mehr als die Konservativen, die trotzdem 104 Sitze mehr als die Liberalen erhielten. Außerdem war das britische Wahlrecht grundsätzlich ungleich: Ein Wähler verfügte über so viele Wählerstimmen, wie er Grundbesitz (eines bestimmten Mindestwerts) in unterschiedlichen Wahlkreisen hatte. Bei der deutschen Reichstagswahl hatte jeder Wähler hingegen nur eine Stimme. Im Gegensatz zu Großbritannien waren die Ungleichheiten in Deutschland jedoch ein besonders aufsehenerregendes Thema.

#### Wahlbezirke
Da in Deutschland die Wahlkreise nicht oder kaum geändert wurden, hatte das Gerrymandering eher Bedeutung auf der Ebene darunter, bei den Wahlbezirken. Eine bestimmte Gruppe, wie die Polen oder Katholiken, wurde einem Wahlbezirk zugeschlagen, wo sie unter den Augen einer anderen, größeren Gruppe wählen musste. Die Betroffenen beschwerten sich, während die Gemeinden weiterhin so über den Wahlakt wachen wollten. Durch die Einteilung konnte außerdem bestimmten Wählern ein weiter oder aber ein kurzer Weg zum Wahllokal zugemutet werden.
Für die Einwohnerzahl eines Wahlbezirks gab es nur eine Obergrenze: 3500 Einwohner. Ein zu großer Wahlbezirk wurde selten beklagt. Das Problem waren hingegen kleine Wahlbezirke, in denen die geringe Zahl der Wähler das Wahlgeheimnis gefährdete. In einem mecklenburgischen Wahlkreis bei der Wahl 1912 gab es 78 Wahlbezirke mit weniger als je 25 Wählern. Größere Wahlbezirke hätten an manchen Orten für einige Wähler die Anreise erschwert. Die naheliegende Lösung, die Stimmzettel mehrerer Bezirke gemeinsam an einem neutralen Ort auszuzählen, wurde nicht aufgegriffen.

#### Wahlort und Wohnort
In anderen Ländern und in den deutschen Bundesstaaten war das Wahlrecht meist an eine recht lange Ansässigkeit im Wahlbezirk gebunden. Dadurch durfte gerade die mobile Unterschicht oftmals nicht wählen. Das Reichstagswahlgesetz verlangte aber nur, dass der Wähler seinen Wohnsitz im Wahlbezirk hat, ohne nähere Angabe. So war es möglich, treue Sozialdemokraten oder Zentrumsleute kurzfristig von einem sicheren in einen noch unsicheren Wahlbezirk zu befördern. Bei der Meldestelle musste nur ein Schlafquartier nachgewiesen werden. Auf Versuche seitens der Regierung und der Konservativen, eine Mindestansässigkeit von beispielsweise zwei Jahren einzuführen, reagierte die SPD äußerst heftig, und die Regierung machte einen Rückzieher.
Das Phänomen scheint nicht so weit verbreitet gewesen zu sein, wie die Gerüchte es vermuten ließen, und die Regierung und die Rechte wagten nicht, das Wahlgesetz entsprechend zu ändern. Dies hätte nämlich Reformforderungen von der anderen Seite losgetreten, in erster Linie eine Reform der Wahlkreiseinteilung.
Kandidaten mussten wahlberechtigte Staatsangehörige eines der Bundesstaaten sein (§ 4); sie mussten also, im Gegensatz etwa zu den USA, nicht im Wahlkreis wohnen. Es war nicht ungewöhnlich, zumal bei linken Kandidaten, dass sie von außerhalb kamen.

#### Diskussion zum Verhältniswahlrecht
Das Verhältniswahlrecht, oder wie es damals hieß, die Proporzwahl, wurde von Zeit zu Zeit von Vertretern aller politischen Ansichten vorgeschlagen, jedoch am vehementesten von der Sozialdemokratie. Für die Aufstellung von (reichsweiten) Listen war eine Parteiorganisation vonnöten, so dass die Umstellung des Wahlsystems als eine Verschiebung von der „Personenwahl“ zur „Parteienwahl“ interpretiert wurde – obwohl schon im Laufe des Kaiserreichs parteilich völlig ungebundene Abgeordnete selten wurden und die Wähler sich wohl mehr an der Partei als an der Person orientierten.
In seinem 1901 erschienenen Werk über das Wahlrecht schrieb der Staatsrechtler Georg Meyer, dass die Meinungen geteilt seien. Die Befürworter übersähen, dass der Wähler nicht einfach Anhänger einer politischen Partei sei. Trotz ihrer Notwendigkeit im konstitutionellen Staat sollten die Parteien nur Mittel, kein Selbstzweck sein. Die staatliche Gliederung folge den örtlichen Bezirken, wie Provinzen, Kreisen und Gemeinden, genau wie das britische House of Commons aus Vertretern der Gemeindeverbände bestehe.
Fritz Stier-Somlo gab 1918 zu bedenken, dass das Verhältniswahlsystem wegen seiner Kompliziertheit (etwa durch Stimmübertragung) wenig beliebt sei. Es werde sich schwer in mittelgroßen und großen Ländern durchsetzen, da es dort nicht brauchbar sei. In Verbindung mit anderen Wahlsystemen sei die praktische Verwertbarkeit noch auszuprobieren, es berücksichtige immerhin die Minderheit und mache Stichwahlen unnötig.
1903 wurde die Verhältniswahl bei den Kommunalwahlen in Bayern eingeführt, 1906 in Württemberg und Oldenburg 1908. Bei den Landtagswahlen in Württemberg und Hamburg im Jahre 1906. Auf Reichsebene und überhaupt in allen Bundesstaaten folgte die Einführung 1919 mit den Wahlen zur Weimarer Nationalversammlung und anderen verfassungsgebenden Gremien in den Bundesstaaten.

### Geheime Wahl

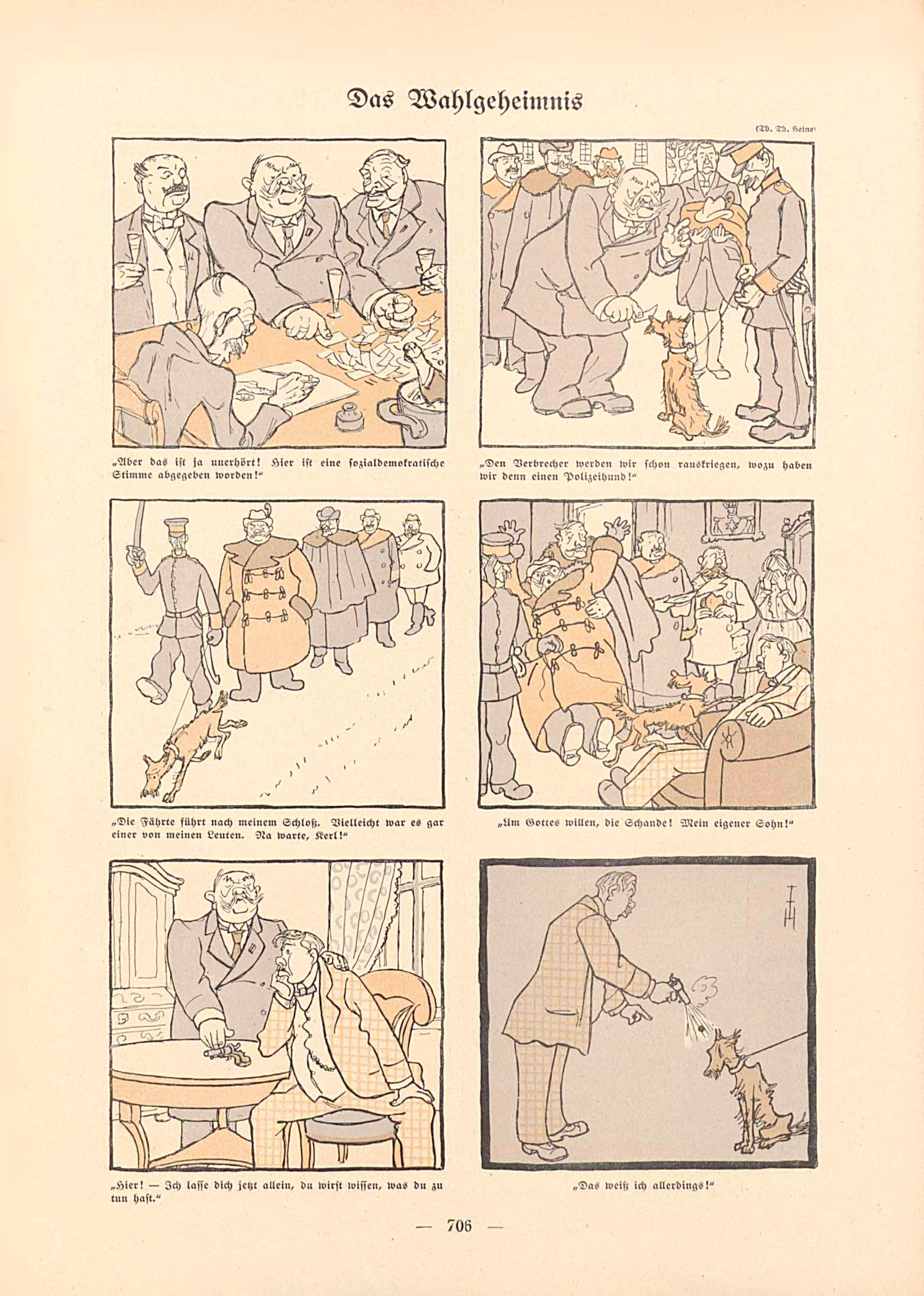
Karikatur aus dem Simplicissimus, 1912: Ein begüterter Herr, Mitglied des Wahlvorstands und offensichtlich mit guten Beziehungen zur Polizei, verfolgt einen SPD-Wähler.

Die Reichstagswahlen waren an sich geheim, genauer hieß es im Bundeswahlgesetz von 1869:

„§ 10. Das Wahlrecht wird in Person durch verdeckte, in eine Wahlurne niederzulegende Stimmzettel ohne Unterschrift ausgeübt.

Die Stimmzettel müssen von weißem Papier und dürfen mit keinem äußeren Kennzeichen versehen sein.“

Das Wahlgeheimnis als Ziel war im 19. Jahrhundert noch keine Selbstverständlichkeit, so mussten die Wähler der bayerischen Landtagswahlen ihre Stimmzettel mit Namen unterschreiben. Manche Wähler wollten aus Gründen der Ehrerbietung beweisen, wie sie wählten, andere zeigten ihren Stimmzettel dem Wahlvorsteher für die Rückversicherung, dass der Zettel „richtig“ ausgefüllt war. Während die Wahl selbst öffentlich und nachvollziehbar sein musste, war der Wahlakt privat. Aus diesem Spannungsverhältnis heraus entstanden in Deutschland, aber auch in Großbritannien Diskussionen über den Charakter der Wahl. Während die ältere Forschung voraussetzte, dass die Wahl im Kaiserreich geheim gewesen sei, gingen Zeitgenossen (bestätigt von lokalen Studien) davon aus, dass sie es nicht war.
In der Praxis ergaben sich erhebliche Probleme für Wähler, die tatsächlich verhindern wollten, dass andere Personen in Erfahrung brachten, welchem Kandidaten sie ihre Stimme geben wollten. Sie mussten fürchten, dass ihr Stimmzettel als Zettel einer Partei erkannt wurde, oder dass nach dem Einwurf in eine Wahlurne der Wahlvorstand erkennen konnte, welcher Stimmzettel von welchen Wähler kam. Der Liberale Robert von Mohl nannte die gängige Wahlprozedur einen „Spott auf das vom Gesetz verlangte Geheimnis“.

#### Stimmzettel
Die Wahlfreiheit war nicht zuletzt in Gefahr durch die Tatsache, dass jeder Kandidat selbst dafür sorgen musste, dass ein Stimmzettel mit seinem Namen zur Verfügung stand. Solange es keine staatlich gedruckten Stimmzettel gab, und auch keine Wahlumschläge, musste der Wähler um sein Wahlgeheimnis fürchten.
An einer Vereinheitlichung der Stimmzettel bestand bei vielen Parteien anscheinend kein Interesse, obwohl dies seit 1856 in Kanada und seit den 1880er-Jahren in vielen Ländern üblich war. 1869 hatten prominente Liberale im Reichstag den Vorschlag bereits gemacht. Erst 1923, in der Weimarer Republik, übernahm der Staat das Drucken der Stimmzettel. Diese listeten dann alle beteiligten Parteien auf, von der man eine ankreuzte.

#### Verteilung

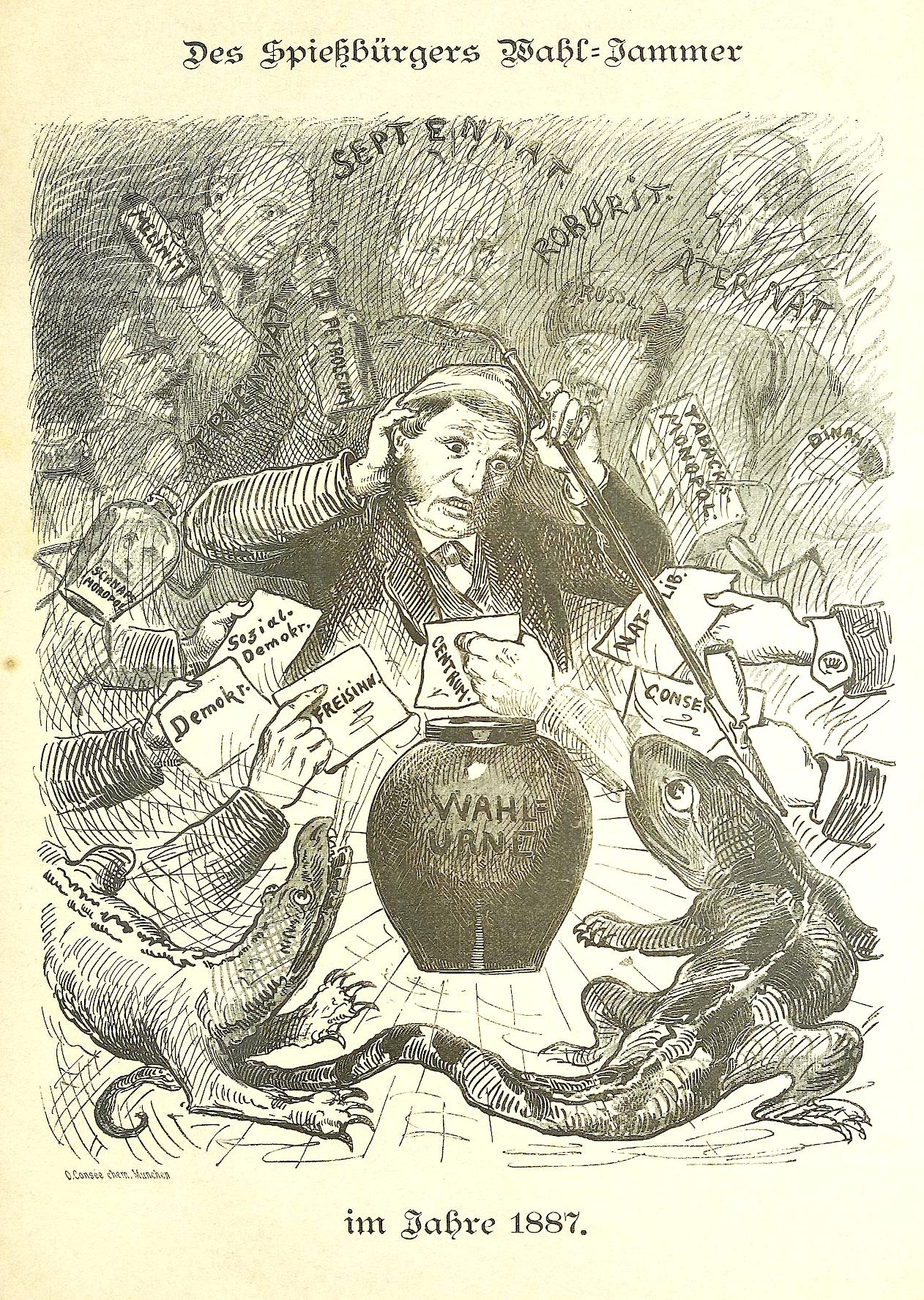
Karikatur im Wahren Jacob, 1887: „Des Spießbürgers Wahl-Jammer“. Dem Wähler werden von allen Seiten Stimmzettel der Parteien gereicht; genau genommen enthielten die Stimmzettel Namen von Kandidaten, nicht von Parteien.

Ursprünglich sollten die Stimmzettel vom Staat gedruckt und ausgeteilt werden, was in einigen Bundesstaaten 1867 auch geschah. Preußen hingegen befürchtete logistische Probleme beim Austeilen, etwa, dass Wähler der Unterschicht beim Anstehen in langen Schlangen vorzeitig nach Hause gehen könnten. So wurde jeder Wähler selbst dafür verantwortlich, am Wahltag mit einem Stimmzettel für seinen Kandidaten aufzutauchen. In der Regel kamen die Stimmzettel von den Kandidaten bzw. deren Parteien, die ihrerseits erhebliche Probleme beim Verteilen hatten. Die Stimmzettel kosteten etwa hundert Mark pro Wahlkreis im Jahre 1907, und zum Verteilen der 25.000 Stimmzettel in einem ländlichen Wahlkreis der 1880er-Jahre brauchte man mehr als fünfzig Wahlhelfer.
Vor allem in Preußen und Sachsen kam es dazu, dass Behörden die Stimmzettel der politisch genehmen Kräfte selbst verteilten und gleichzeitig die Verteilung „gegnerischer“ Stimmzettel behinderten. Unklare Regeln in den Bundesstaaten gaben Preußen die Möglichkeit, Stimmzettel als Druckschriften im Sinne des Presserechts zu behandeln, die einer polizeilichen Genehmigung bedürfen. Das größte Problem für die Wahlfreiheit war aber in diesem Punkte „eine Mischung aus Diensteifer und Unsicherheit im Umgang mit einer nicht eindeutigen Rechtslage“ vor allem in der unteren Bürokratie, die nicht wusste, ob und was sie beschlagnahmen durfte (Arsenschek). Nachdem das Reichsgericht 1882 geurteilt hatte, dass Stimmzettel Druckschriften im Sinne des Presserechts seien, bewirkte der Reichstag 1884 mit einem von allen Fraktionen angenommenen Gesetz (Lex Wölfel), dass Stimmzettel eben keine solchen Drucksachen seien.
Manchmal hatte der Vorsitzende des Wahlvorstandes den Vorteil, zettellosen Wählern einen seiner Zettel in die Hand drücken zu können. Stimmzettel durften nur außerhalb des Wahllokals verteilt werden, aber die Grenzen waren fließend, so etwa wenn der Wahlvorsteher den Wähler in die Küche zu seiner Frau schickte, um sich dort einen „geeigneten“ abzuholen. Die Wahlprüfung des Reichstags protestierte, wenn der Wahlvorstand selbst Zettel austeilte. Zunächst war es ebenso unzulässig, wenn im Wahllokal ein Stapel mit Stimmzetteln auslag, später tolerierte der Reichstag dies, solange Stimmzettel aller Parteien angeboten wurden.

#### Fehlende Normen
Die Stimmzettel waren nicht standardisiert, so konnte eine Partei durch Auswahl des Farbtons oder des Formats oder bestimmter Kanten ihre Stimmzettel für jeden erkennbar machen. Dies tat eine Partei, die vor Ort Macht auf Andersdenkende ausüben konnte, um die Wähler der anderen Parteien erkennen zu können. Dazu druckte die dominierende Partei ihre Zettel zuweilen auf einer schwer erhältlichen Papiersorte, oder so spät, dass die anderen Parteien das Aussehen nicht mehr imitieren konnten. Manch ein gewitzter Wähler verwendete zwar den Stimmzettel des Gegners, hatte aber den gedruckten Kandidatennamen durchgestrichen und einen anderen handschriftlich hinzugefügt. Solche Stimmzettel wurden jedoch oft von den Wahlvorständen für ungültig erklärt.
Anders als in anderen Ländern durfte der Wähler seinen gefalteten Stimmzettel nicht selbst in die Urne werfen, sondern musste ihn dem Wahlvorsteher übergeben. Begründung dafür war, dass ein Wähler nicht im Ärmel verborgene zusätzliche Zettel einwerfen können sollte. So allerdings konnte manch selbstherrlicher Wahlvorsteher den Stimmzettel einfach öffnen und sich davon überzeugen, ob ein genehmer Kandidat gewählt werden sollte. Respektierte er das Wahlrecht stärker, konnte er beispielsweise mit dem Daumennagel dem Stimmzettel eine kleine Kerbe zufügen und später den Wähler ermitteln. War der Wahlvorsteher derselbe, der einem Wähler zuvor den Stimmzettel in die Hand gedrückt hat, so konnte er den Zettel etwa mit einem Nadelstich oder in anderer unverfänglicher Weise kennzeichnen. Bei oder nach der Auszählung erkannte er dann, ob dieser Zettel auch abgegeben worden war.

#### Umschlag und Wahlkabine

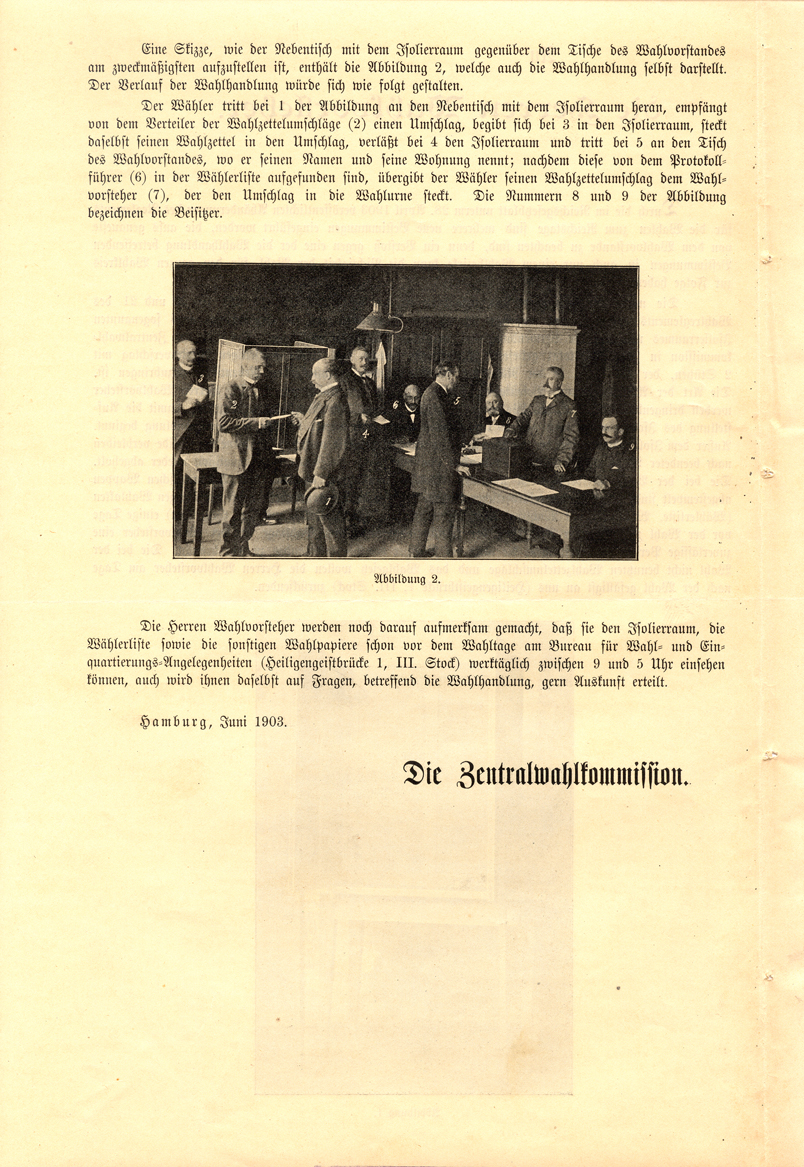
Informationszettel 1903 über das Wählen mit Wahlkabine

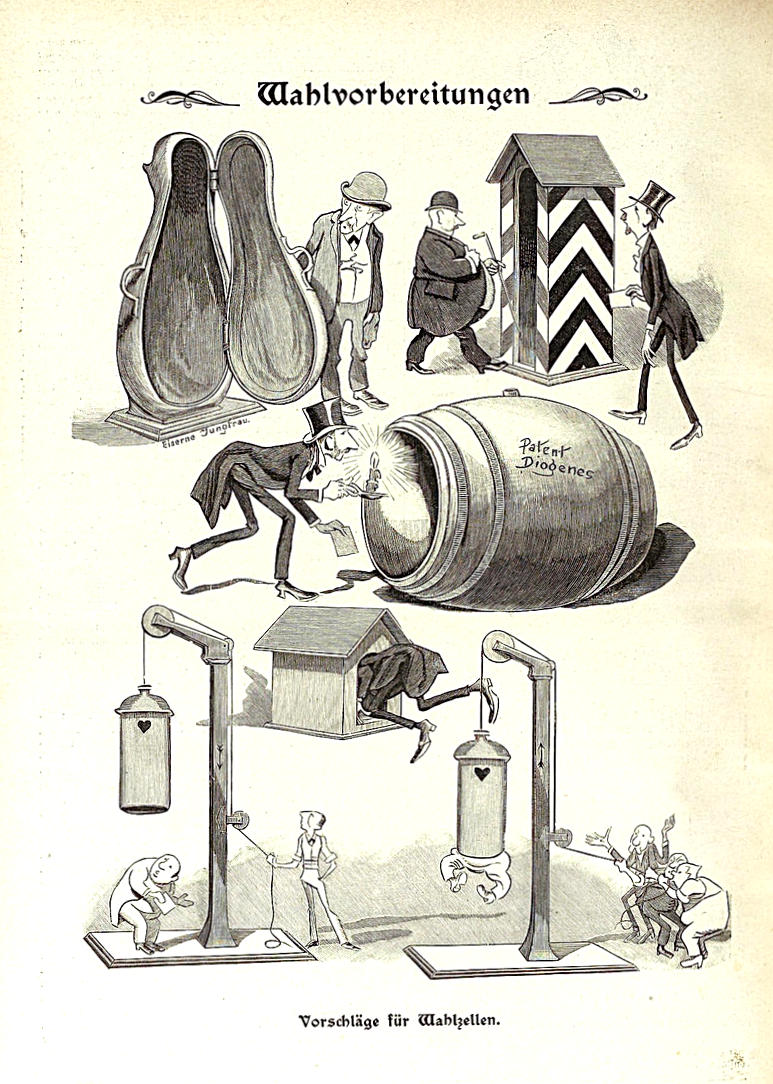
Karikatur im Kladderadatsch über die damals neuen Wahlkabinen, 1903.

Zentrum und Linksliberale hatten schon lange einen Umschlag gefordert und seit 1889 auch eine Wahlkabine. 1894 stimmte der Reichstag dafür, der Bundesrat dagegen. Schließlich blieben von den Gegnern nur noch die Konservativen übrig, da die Nationalliberalen auf einen Meinungsumschwung im Bildungsbürgertum reagierten. Letzteres war im Klima der damaligen Arbeitskämpfe und der Staatsstreich-Drohungen der Regierung empfindlicher gegenüber dem Regierungseinfluss geworden. 1903 wurden Umschlag und Wahlkabine eingeführt, letzteres unter Spott der Konservativen und Boulevard-Blättern.
Allerdings waren die Wahlkabinen oft nur unzureichend dazu geeignet, eine geheime Wahl zu garantieren, beispielsweise, wenn der Sichtschutz den Wähler vor dem Wahlvorstand, aber nicht vor den übrigen Anwesenden verdeckte. Manche Arbeitgeber hielten sich länger in den Kabinen auf, um ihre Arbeiter zu kontrollieren. Bei der Ahndung solcher Verstöße war der Reichstag nicht konsequent, was unter anderem von der jeweiligen Reichstagsmehrheit abhing. Die wechselhafte Haltung der Zentrumspartei lässt vermuten, dass ihr das Wahlgeheimnis gerade im ländlichen Raum nicht ganz willkommen war.
Trotz Wahlkabine konnte die Reihenfolge der Wähler noch ermittelt werden, wenn die Umschläge sperrig und die Urnen klein waren. Die Überwachung war laut Anderson eher noch schlimmer geworden; als 1903 sozialdemokratische Wahlbeobachter das Schütteln der Wahlurne forderten, wurden sie wegen Amtsanmaßung für vier Monate eingesperrt. Arsenschek ist mit einem Urteil über den Wert der Reform zurückhaltender, stellt aber fest, dass jedenfalls die preußischen Wähler sich des Wahlgeheimnisses auch nach 1903 nicht sicher sein konnten.
Als Urne wurden allerlei Behältnisse verwendet, von Zigarrenschachteln bis Kochtöpfen. Erst 1913 normierte der Reichstag mit einer Änderung des Wahlreglements die Urnen. Sie mussten viereckig und mindestens 90 Zentimeter hoch sein sowie mindestens 35 Zentimeter breit zwischen den gegenüberliegenden Wänden. Der Spalt im Deckel der Urne durfte höchstens zwei Zentimeter breit sein. Bei einigen Ersatzwahlen zum Reichstag gelangten diese normierten Wahlurnen noch zum Einsatz.

## Wahlanfechtungen

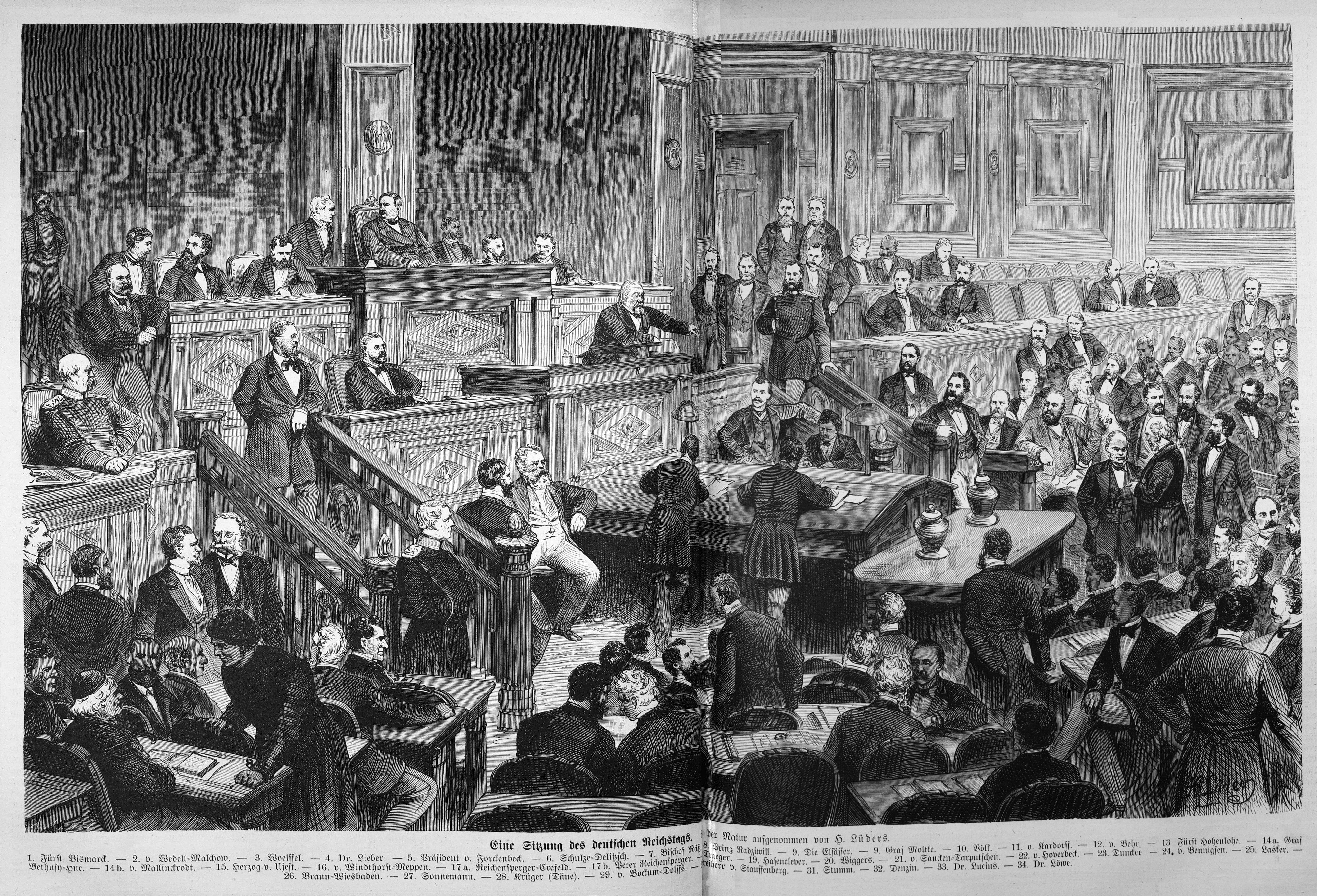
Sitzung im Reichstag 1874, aus der Gartenlaube

Nach einer Parlamentswahl kann es geschehen, dass Wähler oder unterlegene Kandidaten die Rechtmäßigkeit des Mandates anzweifeln. Die anschließende Überprüfung setzt eventuell den Wahlkampf mit anderen Mitteln fort. In Großbritannien und Schweden legte man Ende der 1860er Jahre fest, dass das oberste Gericht Streitfälle zu entscheiden habe. In vielen anderen Ländern ging man jedoch nach französischem Vorbild davon aus, dass die Wahlprüfung das ureigene Recht des Parlamentes selbst sei. Dem folgte in Deutschland zunächst Baden seit 1818/1819, während es in Bayern, den beiden Hessen, Sachsen und Württemberg eine Kommission des Landesherrn gab. Die Frankfurter Nationalversammlung nahm das französische Modell teilweise an und die Geschäftsordnung des Norddeutschen Reichstags 1868 definitiv. Dabei wurden zu Beginn einer Legislaturperiode die Abgeordneten per Los Abteilungen zugeordnet.
Dem Deutschen Kaiserreich eigentümlich war die hohe Zahl von Wahlausgängen (in den einzelnen Wahlkreisen), die angefochten wurden. In Großbritannien beispielsweise wurde nämlich ein strittiger Wahlausgang als privater Konflikt zwischen den Kandidaten angesehen. Wollte ein unterlegener Kandidat die Wahl in seinem Wahlkreis anfechten, so musste er mit seinen Zeugen nach London reisen, ab 1868 reisten die Richter und Anwälte in den Wahlkreis – auf Kosten des Klägers. Allein dies machte die Anfechtung, ebenso wie die hohe Kaution, zu einer extrem teuren Angelegenheit. Wahlanfechtungen blieben selten und britische Parlamentssitze sehr reichen Herren vorbehalten.
In Deutschland hingegen galten Wahlen als öffentliche Aufgabe und ihre Rechtmäßigkeit als Angelegenheit des Staates. Die Kosten für die Überprüfung lagen beim betreffenden Bundesstaat. Innerhalb von zehn Tagen nach der Wahl durfte jeder Deutsche (seit 1892: nur Wahlberechtigte aus dem betreffenden Wahlkreis) das Ergebnis anfechten, und es kam zu einer Anhörung im Reichstag. Die Wahlprüfungskommissionen waren aus Mitgliedern verschiedener Parteien zusammengesetzt.
Das vorgebliche Wahlgeheimnis wurde bemüht, um Anfechtungen wegen vermuteter Wahlbeeinflussung abzuschmettern. Außerdem bemühten sich manche Beschwerdeführer, anhand von Wählerbefragungen im Wahlkreis zu beweisen, dass ein Wahlergebnis nicht stimmen könne. Der Reichstag lehnte dies in der Regel ab, da man ansonsten die Wähler unter Eid hätte befragen müssen, was sie gewählt haben, und damit hätte man das Wahlgeheimnis verletzt. Doch das Wahlsystem führte, entgegen den Absichten des Staates, auch zur Politisierung. Die Aufgabe, Stimmzettel zu verteilen, mobilisierte die Parteien, die Außenseitern eine neue Gemeinschaft außerhalb der Dorfgemeinschaft anboten. Die Wahlen wurden dadurch zwar nicht unbedingt frei, aber wettbewerbsorientiert.
Wurde ein Wahlkreisergebnis für ungültig erklärt, kam es zu einer Ersatzwahl. Zwar geschah dies eher selten: 78-mal während des Kaiserreichs. Doch die Einfachheit der Anfechtung führte zu einer Beschwerdekultur und zu großer Aufmerksamkeit für tatsächliche oder vermeintliche Missetäter.
Nach der Reichsgründung war der Reichstag noch bemüht, die Wahlfreiheit durchzusetzen, schließt Robert Arsenschek seine Studie zur Wahlprüfung. Um die Jahrhundertwende wandte sich das Zentrum jedoch der Regierung zu, und die Parlamentsmehrheit wurde zurückhaltender und orientierte sich an den Regierungsinteressen. „Seit dieser Zeit trug der Reichstag bei der Wahlprüfung weder zu einer Demokratisierung der Wahlrealität noch zu einer Parlamentarisierung des politischen Systems aktiv bei. Die regierungsnahen Parteien hatten es sich im Vorhof der Macht wohnlich eingerichtet.“

### Eigentliche Wahlverstöße

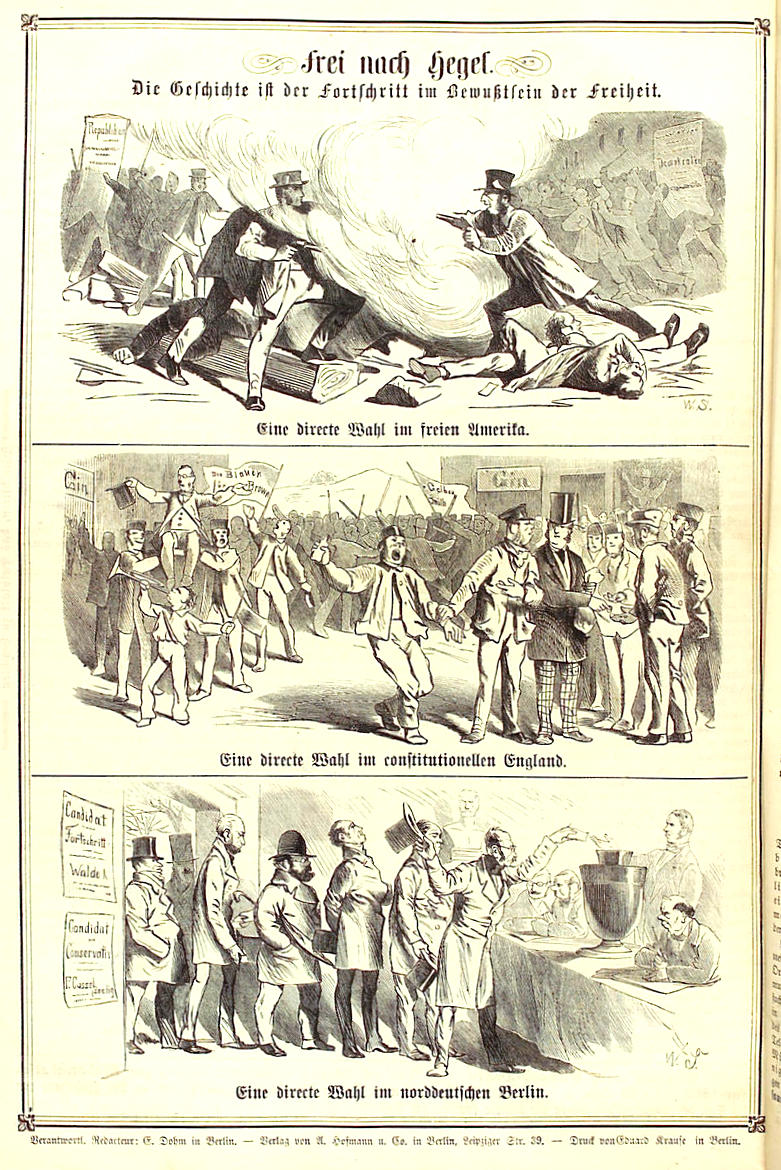
Karikatur in der national gesinnten Satirezeitschrift Kladderadatsch, 1867: In den USA regiert die Gewalt und in Großbritannien der Alkohol, während in Norddeutschland eine Wahl gesittet abläuft.

Im Gegensatz etwa zu Großbritannien gab es in Deutschland wenig direkte Wahlverstöße wie eine ernsthafte Bestechung durch Geld; allenfalls verteilten die Kandidaten kleine Belohnungen in Naturalien wie Wurst oder Bier. Selbst diejenigen, die eine Wahl anfochten, sahen die Wähler nicht als käuflich an. Außerdem bedeuteten Wahlen nur für sehr wenige Deutsche den Verlust des Lebens, etwa bei Handgreiflichkeiten. Im Gegensatz dazu kamen wesentlich mehr Menschen beispielsweise in Italien, Irland, Spanien oder den USA um, und dort teilweise auch durch den Staat. In Cincinnati galt eine Wahl als ruhig, wenn weniger als acht Menschen umkamen. In Louisiana wurden 1869 mehr als zweihundert Schwarze in einem einzigen Wahlbezirk ermordet. Ferner ist vom Wahlbetrug wie der Abgabe mehrerer Wahlzettel im bürokratischen Deutschland eher selten auszugehen, auch wenn es einige wenige nachgewiesene und geahndete Fälle gegeben hat.
Selten war es ferner, dass jemand wählte, der gar kein Wahlrecht hatte, ein Ausländer zum Beispiel. Der Betrug ging nicht so sehr von Parteien aus, sondern von unbedarften Menschen aus der Unterschicht, die politisch aktiv sein wollten. Wenn sie von jemandem gehört hatten, der nicht wählen ging, versuchten sie, sich für diesen auszugeben. Ein Jurist ging damals davon aus, dass selbst wenige hundert solcher Fälle undenkbar seien. Es gab sogar SPD-Funktionäre, die das versuchte Mehrfach-Wählen übereifriger Anhänger anzeigten. Anderson zufolge hätten solche Skrupel in anderen Ländern für Staunen gesorgt: Als der Sozialdemokrat Eduard Bernstein sich einmal in London aufhielt, hat ein Labour-Freund ihn als Wähler eingetragen. Bernstein bestand darauf, kein Brite zu sein, da sagte der Freund, wenn der politische Gegner dahinterkäme, sei es dessen Aufgabe, Bernsteins Name von der Liste gestrichen zu bekommen.
Anders als Bestechung, physische Gewalt und Wahlbetrug war die „Wahlbeeinflussung“ nicht durch das Strafgesetzbuch verboten. Hierunter konnte vieles verstanden werden, und einige zeitgenössische Experten meinten sogar, es sei ein Menschenrecht, seinen Einfluss auf andere Wähler auszuüben. Ein Wähler müsse zudem mündig genug sein zu entscheiden, ob er sich bei seiner Wahl (die schließlich geheim war) beeinflussen lassen wolle oder nicht. Geheime Wahl und Mündigkeit im Kaiserreich seien zu diskutieren, so Margaret Anderson, allerdings ließen die Wahlergebnisse nicht darauf schließen, dass die Wähler „im Würgegriff der Mächtigen“ gewesen seien. 1871 erhielten die regierungstreuen Parteien nur 56,5 Prozent der Sitze, trotz der Stimmung nach dem Sieg über Frankreich. Bei der letzten Wahl vor dem Ersten Weltkrieg 1912 war es nur noch ein Viertel der Sitze – „eine bemerkenswerte Zahl angesichts all dessen, was man über die Effektivität autoritärer Institutionen in Deutschland gelesen hat.“ Die Wahlfreiheit des Einzelnen war in der Praxis weniger unter Druck des Staates als der Dorfgemeinschaft. In (kleineren) Städten und Dörfern gab es auffallend viele einstimmige Wahlergebnisse. Wie bei mittelalterlichen Beifallsbekundungen ging es nicht unbedingt um die Auswahl des besten Bewerbers, sondern um die Symbolisierung des kollektiven Willens der Gemeinschaft.

### Methoden der Beeinflussung
Die Beeinflussungsversuche waren vielfältiger Art. Manche Wahlvorstände ließen gar keine Wahl abhalten; andere ignorierten die Vorschrift, die Wahllisten acht Tage lang vor der Wahl offenzulegen; manipulierten die Wahllisten durch Aufnahme von Entmündigten oder Kriminellen; machten von ihrem Wissen Gebrauch, wer bereits gewählt hatte, und ließen nur diejenigen Nichtwähler durch Boten holen, die im Sinne des Wahlvorstandes wählten; erklärten Stimmzettel recht willkürlich für ungültig; bewahrten die volle Urne trotz anderslautender Vorschriften bei sich zuhause auf. Zuweilen gaben Handwerksmeister Stimmzettel für ihre Gesellen oder Priester für Gemeindemitglieder ab, was manche Wahlvorstände trotz Verbots der stellvertretenden Wahl zuließen.

### Beamtenwahlpolitik
Im Kaiserreich wurde die Reichsleitung (der Reichskanzler mit seinen Staatssekretären) zwar nicht vom Reichstag eingesetzt, aber für ihre Gesetzentwürfe brauchte sie eine Mehrheit im Reichstag. Daher hatte sie ein Motiv, Einfluss auf die Wahlen zu nehmen. Robert Arsenschek bezeichnet es als Beamtenwahlpolitik, wenn die Reichsleitung ihre Beamten auf Linie bringen wollte, damit die Beamten einerseits im Sinne der Regierung wählten und andererseits Einfluss auf die Wahlen und Wähler übten. Dies gelang der Reichsleitung eher in Preußen als in den übrigen Bundesstaaten.
Beispielsweise in Baden drohte man Staatsbeamten mit beruflichen und sonstigen Nachteilen, wenn sie für andere als nationalliberale Kandidaten eintraten. Ob dies tatsächlich Folgen hatte, hing vom Einzelfall ab. 1878 beispielsweise wurde ein Briefträger disziplinarisch belangt, der konservative Stimmzettel verbreitet hatte. In Württemberg informierte die Regierung vertraulich die Kreisregierungen über ihre politischen Vorstellungen und ließ sie auf gewünschte Ergebnisse hinwirken.
In Preußen und ähnlich in Sachsen waren die Bemühungen sehr weitreichend. Aktiv wurde die Regierung vor allem, wenn sie eine Schwächung der regierungstreuen Parteien bei den Wahlen befürchten musste. Daher hielt die preußische Regierung sich bei den ersten Wahlen nach 1871 zurück, unter anderem weil sie damit rechnen konnte, dass der Beamtenapparat von sich aus im Sinne der Regierung seine Macht ausüben würde. Gerade auf unterer und mittlerer Ebene konnte sich eine erhebliche Eigendynamik entwickeln. Allerdings schritt die Regierung aktiv gegen Beamte ein, die Oppositionsparteien im Wahlkampf unterstützten. Die Stimmabgabe selbst wurde eher selten beanstandet, im Unterschied zu den Landtags- und Kommunalwahlen ohne Wahlgeheimnis.
1878/1879 beendete Reichskanzler Bismarck die Zusammenarbeit mit den Liberalen; in der Folge entwickelte die preußische Regierung ein ausgefeiltes System scharfer Wahlbeeinflussung. Anlass war eine Begebenheit 1878 im zweiten Wahlkreis des Herzogtums Sachsen-Meiningen. Der Landrat hatte seinen Parteigenossen Eduard Lasker bei sich wohnen lassen und mit der Dienstkutsche zu einem nationalliberalen Wahltermin gebracht. Bismarck beschwerte sich bei der Meininger Regierung, da Lasker den Linksliberalen zuneige. Folglich erteilte die Meininger Regierung Lasker einen Verweis und versicherte Bismarck, dass bei einem weiteren Vorfall der Landrat entlassen werde.

Robert von Puttkamer, konservativer Innenminister Preußens 1881–1888

In späteren Jahren, vor allem nach der Entlassung des preußischen Innenministers Robert von Puttkamer 1888, nahm die Beamtenwahlpolitik wieder ab. Es waren konservative Organisationen gegründet worden, die der Regierung die Wahlbeeinflussung gewissermaßen abnahmen, wie der Bund der Landwirte oder der Deutsche Flottenverein, der mit dem Reichsmarineamt eng zusammenarbeitete. 1898 erarbeitete die preußische Regierung wieder vertrauliche Richtlinien, die die Oberpräsidenten in ihren Provinzen mündlich weiterreichen sollten. Hauptgegner war immer die Sozialdemokratie sowie der Vertreter einer nationalen Minderheit wie der Polen und Dänen. Das Zentrum und die Linksliberalen (Fortschrittliche, Freisinnige) wurden je nach Bündnispolitik der Reichsleitung unterstützt oder bekämpft. Dabei sollten die Beamten stets vermeiden, allzu öffentlich hervorzutreten.
Des Weiteren gab es „amtliche Wahlaufrufe“. Wahlaufrufe waren oftmals gedruckte und als Flugzettel verteilte Texte, die einen Kandidaten oder eine Partei unterstützten. Ein politisch aktiver Landrat beispielsweise durfte als Privatmann, ohne Amtstitel, einen solchen Wahlaufruf veröffentlichen. Wollte er hingegen in seiner Eigenschaft als Landrat hervortreten, durfte die Verlautbarung nur einen allgemeinen Inhalt haben. Die Wahlprüfung des Reichstags hätte ansonsten den Einsatz von Amtsautorität für einen Kandidaten gegenüber einem anderen moniert. Allerdings nahm der Reichstag es in der Regel hin, wenn ein Element der Exekutive die Opposition herabsetzte, zum Beispiel als „Reichsfeinde“.
Die Beamtenwahlpolitik hatte ihre Grenzen, und in den Jahren vor der letzten Reichstagswahl im Kaiserreich 1912 kam es zur Diskussion über die Wahlfreiheit der Beamten. Ein fortschrittlicher Abgeordneter löste 1911 ein großes Medienecho aus, als er meinte, dass ein Beamter nicht als Beamter, sondern als Staatsbürger sein Wahlrecht ausübe. Die Diskussion wurde auch durch die stärkere Neigung der Beamten gefördert, sich berufsständisch zu organisieren und unabhängiger von Regierungseinflüssen zu werden. Die preußische Regierung musste im selben Jahr bei der Abfassung neuer Grundsätze anerkennen, dass wegen des Wahlgeheimnisses die Wahlentscheidung eines Beamten nicht ohne weiteres festzustellen sei.

### Wahlbeeinflussung durch Geistliche
Für die katholische Zentrumspartei, gerade auch wegen ihrer lockeren Parteiorganisation im Kaiserreich, war die Unterstützung durch die katholische Geistlichkeit von größter Bedeutung. Demgegenüber ist die Rolle der protestantischen Geistlichkeit noch wenig geklärt. Im Allgemeinen war bei den Protestanten die staatliche Beeinflussung wichtiger. Die protestantischen Geistlichen waren über die landesherrlichen Kirchen eng mit dem Staat verbunden. In der Provinz Hannover konnten Geistliche Schwierigkeiten bekommen, wenn sie die antipreußische Deutsch-Hannoversche Partei unterstützten.
In der Zeit Bismarcks war die katholische Kandidatenauswahl Sache der niederen Geistlichkeit vor Ort, die überhaupt einen großen Einfluss in den Wahlvereinen hatte. Später ging die Kandidatenauswahl über auf die Parteiorganisationen in den Provinzen. Die Geistlichen mieden es, direkt auf Wahlveranstaltungen als Redner aufzutreten, aber legten etwa Gottesdienste auf ungewöhnliche Termine, zu denen zeitgleich liberale Veranstaltungen stattfanden. Sie verbreiteten Stimmzettel, auch in der Kirche, und setzten dazu auch Messdiener oder Schulkinder ein. Am Wahltag saßen Geistliche zuweilen im Wahllokal, und einige hatten zuvor angekündigt, dass sie wissen, wie die Stimmzettel aussehen. Es kam auch vor, dass Geistliche bei unerwünschten Wahlergebnissen der Gemeinde mit weniger Gottesdiensten drohten, dass sie abtrünnigen Wählern die Absolution, letzte Ölung, Eheschließung, Taufe der Kinder usw. verweigern wollten, oder dass sie vor der Beichte den Betroffenen fragten, was sie gewählt hatten.
Die Erfolge der Zentrumspartei schon Anfang der 1870er-Jahre führten zur Vermutung, geistliche Wahlbeeinflussung sei der Grund dafür. Bekannte liberale und konservative Abgeordnete mussten ihre sicher geglaubten Sitze Katholiken räumen. Im Klima des Kulturkampfs sahen Reichsleitung und Liberale den Antimodernismus auferstehen. Die Wahlprüfung des Reichstags nahm es hin, wenn die Geistlichen organisatorisch am Wahlkampf beteiligt waren. Sogar eine Unterschriftenliste wurde geduldet, mit der sich Wähler für die Wahl eines bestimmten Kandidaten quasi verpflichteten. Die Grenze war jedoch überschritten, wenn ein Geistlicher die Autorität seines Kirchenamts direkt einsetzte.
Vor allem die Kanzelreden waren den Gegnern ein Dorn im Auge. Selbst der Zentrumspolitiker August Reichensperger meinte, dass der Geistliche höchstens allgemeine religiöse Wahrheiten vortragen dürfe, während sein Kollege Ludwig Windthorst nichts dagegen fand, wenn zur Wahl eines bestimmten Kandidaten aufgerufen werde. Sonst müsse man beweisen, dass das, was der Priester fordert, auch wirklich geschieht. Schließlich gebe es ein Wahlgeheimnis und gehe man vom mündigen Bürger aus. Wenn die Liberalen davon nicht ausgehen, so Windhorst, dann sollten sie das allgemeine Wahlrecht besser abschaffen. Die Liberalen ihrerseits machten sich Sorgen, dass der Wähler von anderen als rein politischen und weltlichen Überlegungen gesteuert sein könne – aufgrund geistlicher Beeinflussung. So wurden drei Zentrumsmandate 1871 kassiert, wegen Beeinflussung von der Kanzel, wobei die Liberalen über zwei Fälle schwiegen, in denen katholische Geistliche die Liberalen unterstützten.
Auch unter Einfluss der Wahlprüfungsdebatten entschied eine Mehrheit des Reichstags Ende 1871 für den sogenannten Kanzelparagraphen. Das Verbot politischer Agitation von der Kanzel war auch und gerade der Wahlkämpfe wegen beschlossen worden, hatte aber kaum Bedeutung. 1878 klang der Kulturkampf ab, das Zentrum näherte sich der Reichsleitung an. Empfehlungen von der Kanzel aus für einen Kandidaten wurden akzeptiert, nur Drohungen des Geistlichen nicht.
Anderson zufolge gab es viel Kritik am Einfluss der katholischen Geistlichen, wobei sie auf das Wahl- wie auch das Beichtgeheimnis verwies. Wenn jemand freiwillig eine äußere Autorität akzeptiere, sei diese nicht mehr unbedingt äußerlich zu nennen. Der Druck auf Gläubige sei weniger durch Kirchenstrafen als durch eine bestimmte Kultur zustande gekommen, und diese Spannung zwischen eigener Überzeugung des Wählers und Mobilisierung einer Gemeinschaft lasse sich schwer greifen. Bei der protestantischen Mehrheit verfestigte sich aber das Bild eines unreifen katholischen Volkes, das durch den Priester manipuliert werde.

### Beeinflussung durch den Arbeitgeber

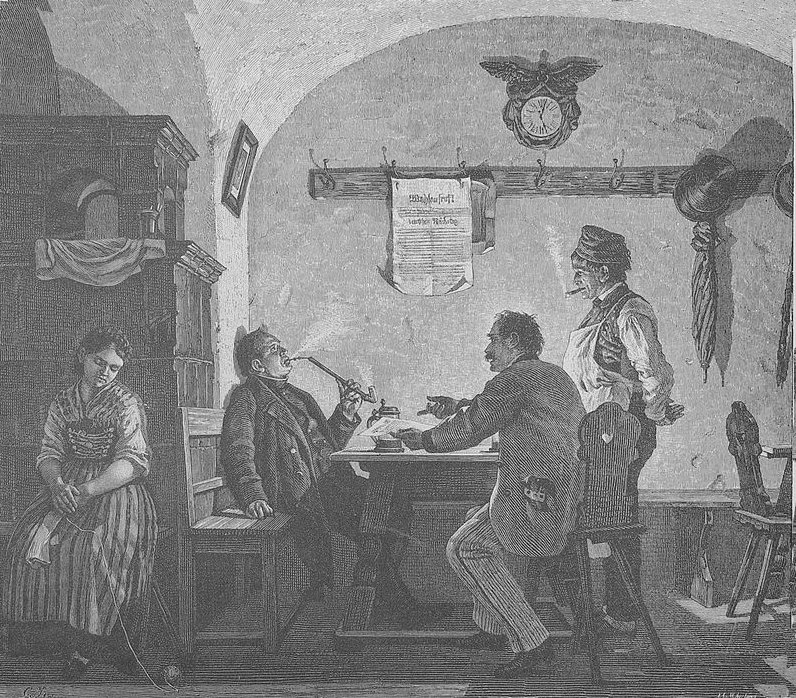
Diskussion über die Reichstagswahl 1881, Abbildung in der Gartenlaube

In der traditionellen Arbeitswelt war der Arbeitgeber für das öffentliche Leben seiner Arbeitnehmer zuständig, was in der zweiten Hälfte des 19. Jahrhunderts abnahm. Dennoch hatte die wirtschaftliche Macht dauerhaft einen großen Einfluss auf das Wahlverhalten der Arbeitnehmer. Auf dem Lande machte sprichwörtlich der konservative Gutsbesitzer den Arbeitgeber aus, in der Stadt der liberale oder freisinnige Fabrikant; im Osten waren viele Gutsbesitzer konservativ, in der Provinz Hessen aber nationalliberal und im Hannoverschen nationalliberal oder welfisch. In Westpreußen und Posen übte der polnische Adel ebenso seine Macht auf die Landarbeiter aus. Woanders waren die Fortschrittlichen einflussreich auf die Landbevölkerung, auch durch ihre Stellung in der lokalen Verwaltung oder Pferdezuchtwettbewerbe. Das allgemeine Wahlrecht, so Anderson, hat die Landbevölkerung nicht weniger abhängig gemacht, doch es veränderte die Beziehungen zwischen den traditionellen Machthabern, den Großgrundbesitzern und der Regierung.
Im Vergleich zu Großbritannien waren die deutschen Landgüter wesentlich kleiner, die Wahlkreise aber größer. Ein Gutsherr konnte vielleicht in seinem Wahlbezirk seine Macht ausüben, aber für den Sieg eines Kandidaten war die Koordination mit anderen Wahlbezirken nötig, die Verständigung auf einen gemeinsamen konservativen Kandidaten. Dies hatten die Altkonservativen im Osten nicht verstanden, und als Bismarck ihnen Anfang der 1870er-Jahre die Gunst entzog und diese Koordinationshilfe unterließ, erlitten die Altkonservativen drastische Mandatsverluste. Erst 1876 gründeten sie die Deutschkonservative Partei, die aber lange Zeit wenig schlagkräftig blieb und nicht einmal günstige Wahlkreise sicher in Nachwahlen erobern konnte. Umgekehrt bedeutete Bismarcks Wende für die Liberalen und Freisinnigen 1878, dass ihre (unfreiwilligen) Helfer vor Ort wegfielen.
Der erst christlich-soziale, dann linksliberale Politiker Hellmuth von Gerlach erinnerte sich an die Verhältnisse im ländlichen Schlesien der 1880er-Jahre:

„Die Landarbeiter waren politisch damals einzig ein Faktor zur Erhaltung der konservativen Herrschaft. […] Zu andern als konservativen Versammlungen wagte der Dorfwirt seinen Tanzsaal nicht herzugeben, da der Gutsbesitzer als Amtsvorsteher ihn bei unbequemem Verhalten in jeder Weise schikanieren konnte. Am Wahltag wurden die Arbeiter während der Mittagspause in geschlossenem Zuge zum Wahllokal geführt, vorn der Inspektor, hinten der Förster. Am Eingang zum Wahllokal übergab der Inspektor jedem Arbeiter den konservativen Stimmzettel, der gleich darauf von dem Gutsbesitzer als Wahlvorsteher in Empfang genommen wurde.“

Auf dem Lande, so Anderson, waren die Verhältnisse also von der Art, wie Bismarck sie sich erhofft und die Fortschrittler befürchtet haben. Es gab auch, anders als in den katholischen Gebieten, im protestantischen Flachland kaum Wahlkampf. Bei Bedarf kam es dazu, dass Adlige oder Bauern Schlägertrupps organisierten, die Außenstehende angriffen, die im Dorf auftauchten. Baron von Richthofen-Brechelshof veröffentlichte in der Lokalzeitung Anzeigen, denen zufolge er alle falsch wählenden Arbeiter entlassen werde. In Wohlau-Guhrau-Steinau kandidierte ein junger evangelischer Pfarrer für die Freikonservativen, da ließ der Führer der konservativen Bezirksgruppe eine Anzeige drucken, der zufolge dies eine Frechheit sei, da der junge Mann früher bei ihm als Hauslehrer in Lohn und Brot gestanden habe. Zur wirtschaftlichen Macht kam die administrative, in vielen Gutsbezirken waren Verwaltung und Rechtsprechung fest in adliger Hand. Ein Großgrundbesitzer in Neunkirchen hat alle Häuser auf seinem Gut nach Stimmzetteln für die Sozialdemokraten durchsuchen lassen und als Amtsvorsteher das weitere Zettelverteilen offiziell verboten.
Auch Bergunternehmer oder Fabrikanten in der Stadt unterwiesen ihre Arbeiter und drohten mit dem Verlust des Arbeitsplatz; normalerweise wurde diese Drohung anhand von Einzelnen wahrgemacht, zur Abschreckung, es gibt aber auch Beispiele für Massenentlassungen. Angestellte wurden eher selten entlassen, sondern strafversetzt oder anderweitig diszipliniert. Politisch zuverlässige Vorarbeiter oder Obersteiger wurden dazu eingesetzt, Arbeiter auf dem Weg zu kontrollieren und ihnen erst direkt vor dem Wahllokal einen Zettel zu geben. Wer ihn nicht annahm oder einen eigenen Zettel hatte, wurde notiert.
Beim Bergbau, Forstwesen und bei der Eisenbahn war Loyalität besonders gefordert. Förster führten ihre Untergebenen kollektiv zur Wahlurne, gaben ihnen Stimmzettel und schauten auch in die Urne; Zentrum und Fortschritt hatten einst wohlweislich gegen die Verstaatlichung der Eisenbahnen gestimmt, weil sie Wählerzuwachs für die Regierung befürchteten. 1888 arbeiteten etwa eine Viertelmillion Menschen für die preußische Staatseisenbahn. Anderson: „Nur Ärzte und Rechtsanwälte, deren Kunden nicht ihre Vorgesetzten waren, scheinen es nicht nötig gehabt zu haben, loyal zu wählen. Nicht umsonst werden diese Berufe in Deutschland die ‚freien Berufe‘ genannt.“
Allerdings hatte die Macht der Arbeitgeber Grenzen, ansonsten ließen sich zum Beispiel die Verluste der liberalen und konservativen Parteien kaum erklären. Deutschland im ausgehenden 19. Jahrhundert wird zwar mit einer fortgeschrittenen Verstädterung und Industrialisierung in Verbindung gebracht, dennoch waren die meisten Arbeiter in kleineren Betrieben beschäftigt. Sie wechselten häufig ihren Arbeitsplatz und waren meist auch keine ungelernten Proletarier, sondern hatten eine Handwerksausbildung. Mit der Sozialdemokratie und deren Versicherungssystemen – zum Beispiel Streikkassen – entstand eine Gegenmacht. Solche Subkulturen gab es auch von Seiten des Zentrums, der Linksliberalen und der Antisemiten. Viele Arbeitgeber konnten es sich schlicht nicht leisten, Arbeitnehmer aus politischen Gründen zu entlassen. Eine einzelne Entlassung hatte durchaus abschreckende Wirkung auf die übrigen Arbeiter, solidarisierte diese jedoch untereinander.
Eine andere Waffe war der Boykott. Wenn ein Arbeitgeber jemanden aus Gründen der falschen Wahl entließ, konnte die örtliche Sozialdemokratie einen Boykott gegen dessen Produkte versuchen. Gastwirten passierte es, dass Gästegruppen aus politischen Gründen ausblieben, etwa wenn der Gastwirt eine Wahlveranstaltung aus Rücksicht auf andere Gästegruppen ablehnte.

## Debatte und Reformen 1917–1919

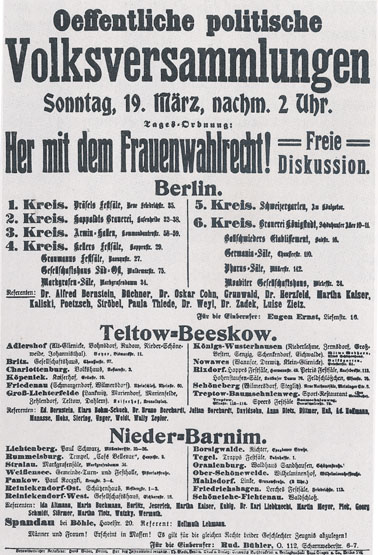
Plakat zum Frauenwahlrecht, 1908

Während des Ersten Weltkrieges (1914–1918) hielten sich die Parteien in politischen Auseinandersetzungen zurück, im Sinne der Burgfriedenspolitik. Der Reichstag hätte Anfang 1917 neu gewählt werden müssen, doch 1916, 1917 und 1918 verlängerten Gesetze die Legislaturperiode um jeweils ein Jahr. Die Rechte fürchtete bei Neuwahlen nämlich ein Stärkerwerden der Linken, die Sozialdemokratie hingegen die offene Auseinandersetzung mit der neuen Opposition links von ihr (im April 1917 gründete sich die Unabhängige Sozialdemokratische Partei Deutschlands). Wohl kam es zu Nachwahlen für verstorbene oder vom Mandat zurückgetretene Abgeordnete, insgesamt dreißig. Fast immer ließen die übrigen Parteien die Partei des bisherigen Mandatsinhabers zum Zuge kommen; in einem Fall nahm die SPD den Antisemiten und in einem anderen die Zentrumspartei den Polen einen Sitz ab.

Die Diskussionen um eine Reform des deutschen Wahlrechts, auch des preußischen, erhielt im Krieg großen Auftrieb. Grund dafür war die Angst der herrschenden Schicht vor einer republikanischen Revolution, wie sie im März 1917 in Russland stattgefunden hatte (Februarrevolution). Russland hatte bis dahin als besonders rückständiges Land gegolten, und Deutschland wollte nun nicht zurückbleiben. Der deutsche General Erich Ludendorff interpretierte die Debatten als Schwächung der militärischen Schlagkraft:
„Der Zusammenhang des Wahlrechtserlasses mit der russischen Revolution war zu offensichtlich. Das war das Bedenkliche. […] Während des Krieges mußten auch die inneren Fragen durch den Gedanken an den Feind beherrscht und geleitet werden. Drängen sich die innerpolitischen Verhältnisse immer schärfer hervor, dann beginnt die Kriegsfähigkeit eines Volkes zu sinken, das sollte sich jeder Staatsmann sagen.“
In Etatberatungen im März 1917 sprachen sich die SPD und die linksliberale Fortschrittliche Volkspartei für eine Wahlrechtsreform in Preußen aus, während das Zentrum allerdings noch die Rechte der Einzelstaaten verteidigte. Überraschenderweise unterstützten auch die Nationalliberalen unter Gustav Stresemann eine solche Reform, und auch eine gewisse Parlamentarisierung des Reiches. Die Geschlossenheit im Reich sollte erhalten bleiben und die SPD weiterhin die Kriegskredite bewilligen.

### Anlauf zu Wahlreform und Parlamentarisierung
Am 30. März 1917 richtete der Reichstag einen Verfassungsausschuss ein. Als Reichskanzler Bethmann Hollweg dem Kaiser vor der Osterbotschaft vom 7. April 1917 das allgemeine Wahlrecht für Preußen schmackhaft machen wollte, verwies er auf das Beispiel Bismarcks und die allgemeine Wehrpflicht. Man könne nicht einen Armen mit dem Eisernen Kreuz neben einem reichen Drückeberger nach ungleichem Wahlrecht wählen lassen. Anders als Bismarck 1866 wagte Bethmann allerdings nicht, sich notfalls mit den Konservativen anzulegen. Die Osterbotschaft 1917 sprach dann zwar von weitreichenden Reformen nach dem Krieg, doch ein gleiches Wahlrecht sah sie ausdrücklich nicht vor.
In den Debatten spielte das Wahlrecht die zentrale Rolle, genauer, die Ausdehnung des allgemeinen Wahlrechts von der Reichsebene auf die Bundesstaaten. Wollte die SPD das gleiche Wahlrecht, so dachten die Nationalliberalen stattdessen an Zusatzstimmen für Ältere. Die Reform in Preußen wurde als besonders wichtig angesehen, da selbst bei einer Parlamentarisierung im Reich die Reichsleitung bald in Konflikt mit dem größten Einzelstaat geraten wäre.
Noch im Mai 1917 hatte der Verfassungsausschuss einen Vorschlag der Linksliberalen angenommen: In Reichstagswahlkreisen mit großem Bevölkerungszuwachs sollten mehrere Mandate vergeben werden, die durch Verhältniswahl zugewiesen wurden. Ein Entwurf an den Bundesrat vom 22. Januar 1918 wollte die Zahl der Abgeordneten von 397 auf 441 erhöhen. Davon blieben 361 Wahlkreise, die weiterhin nur je einen Abgeordneten nach Mehrheitswahl entsendeten. Die übrigen 26 Wahlkreise, in großen Städten, sollte insgesamt achtzig Abgeordnete stellen. Am 16. Februar akzeptierte der Bundesrat, am 12. Juli der Reichstag den Entwurf. Die bürgerlichen Parteien der Mitte stimmten zu, ebenso wie die Mehrheitssozialdemokraten. Zwar drohte die Reform die SPD zu benachteiligen, die ihre Großstadtmandate künftig mehr mit anderen Parteien teilen musste. Doch ihr war die Zusammenarbeit mit den Bürgerlichen wichtig. Gegen die Reform waren die Konservativen gemeinsam mit den Polen und den Unabhängigen Sozialdemokraten.

### Letzte Reformversuche und Novemberrevolution
Im preußischen Herrenhaus gaben die Konservativen nach und stimmten einem gleichen Wahlrecht in erster Lesung am 24. Oktober 1918 zu. Wegen der längeren Fristen hätte das Änderungsgesetz erst Mitte Dezember Wirklichkeit werden können. Die Sozialdemokraten des Reichstags wollten den Prozess beschleunigen, und am 8. November brachten die Fraktionen von SPD, Zentrum sowie Rechts- und Linksliberalen einen Gesetzentwurf ein. Die Reichsverfassung sollte in einem geänderten Artikel 20 für den Reichstag und alle Landtage das allgemeine, gleiche, direkte und geheime Verhältniswahlrecht für Männer und Frauen ab 24 Jahren verlangen. Nationalliberale und Zentrum standen jedoch nur unter dem Druck der Ereignisse hinter dem Antrag, wäre es im Laufe der Zeit zu einer Abstimmung gekommen, hätte sich ein Riss durch die Mehrheitsfraktionen offenbart. Die SPD wäre aus der Koalition ausgetreten oder der Reichskanzler hätte zurücktreten müssen.
Mit der Novemberrevolution ab dem 9. November endeten die Reformbemühungen des Kaiserreichs: Die Macht lag nun zunächst in Händen von rechten und linken Sozialdemokraten, die energisch eine Reform durchsetzten. Ihre revolutionäre Übergangsregierung kündigte Wahlen zu einer verfassungsgebenden Nationalversammlung an. Eine Verordnung vom 30. November 1918 führte das Frauenwahlrecht und die Verhältniswahl ein und senkte das Wahlalter von 25 auf 20 Jahre.
Abgesichert wurden diese Neuerungen durch die Weimarer Verfassung vom 11. August 1919. Im Gegensatz zu den gesamtdeutschen Verfassungen von 1867 bis 1871 schrieb diese Verfassung solche Grundsätze auch den Einzelstaaten vor. So bewirkte erst die Novemberrevolution den Durchbruch des allgemeinen und gleichen Wahlrechts auf allen Ebenen in Deutschland. Ein Reichstagswahlgesetz von 1920 machte dann die rechtlichen Grundlagen des Wahlrechts der Weimarer Republik vollständig.

## Belege
1. ↑  Margaret Lavinia Anderson: Lehrjahre der Demokratie. Wahlen und politische Kultur im Deutschen Kaiserreich. Franz Steiner, Stuttgart 2009, S. 34 f.
2. ↑  Hedwig Richter: Desinteresse und Disziplinierung. Die Anfänge der Demokratie im frühen 19. Jahrhundert im internationalen Vergleich – Frankreich, Preußen und USA. In: Geschichte und Gesellschaft. 44(2018),3; S. 336-366; Hedwig Richter: Demokratie ist Übungssache. Vor hundertfünfzig Jahren wurde den Deutschen das allgemeine Wahlrecht beschert – zunächst beschränkt auf Männer. Populisten haben jeden Grund, noch rückwirkend alarmiert zu sein: die Partizipation war Erziehungsmaßnahme und Elitenprojekt. In: Frankfurter Allgemeine Zeitung, 15. Februar 2017.
3. ↑  Andreas Biefang: Die andere Seite der Macht. Droste, Düsseldorf 2009, S. 42.
4. ↑  Andreas Biefang: Die andere Seite der Macht. Droste, Düsseldorf 2009, S. 44 f.
5. ↑  Siehe Ernst Rudolf Huber: Dokumente zur deutschen Verfassungsgeschichte. Band 2: Deutsche Verfassungsdokumente 1851–1900. 3. Auflage, W. Kohlhammer, Stuttgart [u. a.] 1990. Preußischer Antrag auf die Reform der Bundesverfassung (9. April 1866, Nr. 163), S. 223–225 und Grundzüge einer neuen Bundesverfassung (10. Juni 1866, Nr. 173), S. 234–236.
6. ↑  Andreas Biefang: Die andere Seite der Macht. Droste, Düsseldorf 2009, S. 45.
7. ↑  Margaret Lavinia Anderson: Lehrjahre der Demokratie. Wahlen und politische Kultur im Deutschen Kaiserreich. Franz Steiner Verlag, Stuttgart 2009, S. 33.
8. ↑  Andreas Biefang: Die andere Seite der Macht. Droste, Düsseldorf 2009, S. 46 f.
9. ↑  Ernst Rudolf Huber: Deutsche Verfassungsgeschichte seit 1789. Band III: Bismarck und das Reich. W. Kohlhammer, Stuttgart [u. a.] 1963, S. 646.
10. ↑  Ernst Rudolf Huber: Deutsche Verfassungsgeschichte seit 1789. Band III: Bismarck und das Reich. W. Kohlhammer, Stuttgart [u. a.] 1963, S. 647/648.
11. ↑  Siehe Ernst Rudolf Huber: Dokumente zur deutschen Verfassungsgeschichte. Band 2: Deutsche Verfassungsdokumente 1851–1900. 3. Auflage, W. Kohlhammer, Stuttgart [u. a.] 1990. Wahlgesetz für den konstituierenden Reichstag des Norddeutschen Bundes vom 15. Oktober 1866, S. 270–271.
12. ↑  Ernst Rudolf Huber: Deutsche Verfassungsgeschichte seit 1789. Band III: Bismarck und das Reich. W. Kohlhammer, Stuttgart [u. a.] 1963, S. 648.
13. ↑  Andreas Biefang: Die andere Seite der Macht. Droste, Düsseldorf 2009, S. 48.
14. ↑  Klaus Erich Pollmann: Parlamentseinfluß während der Nationalstaatsbildung 1867-1871. In: Gerhard A. Ritter (Hrsg.): Regierung, Bürokratie und Parlament in Preußen und Deutschland von 1848 bis zur Gegenwart, Droste, Düsseldorf 1983, S. 57–75, hier S. 62/63.
15. ↑  Klaus Erich Pollmann: Parlamentseinfluß während der Nationalstaatsbildung 1867-1871. In: Gerhard A. Ritter (Hrsg.): Regierung, Bürokratie und Parlament in Preußen und Deutschland von 1848 bis zur Gegenwart, Droste, Düsseldorf 1983, S. 57–75, hier S. 63.
16. ↑  Klaus Erich Pollmann: Parlamentseinfluß während der Nationalstaatsbildung 1867-1871. In: Gerhard A. Ritter (Hrsg.): Regierung, Bürokratie und Parlament in Preußen und Deutschland von 1848 bis zur Gegenwart, Droste, Düsseldorf 1983, S. 57–75, hier S. 65.
17. ↑  Verfassung des Norddeutschen Bundes, auf Wikisource, abgerufen am 5. Oktober 2012.
18. ↑  Ernst Rudolf Huber: Deutsche Verfassungsgeschichte seit 1789. Band III: Bismarck und das Reich. W. Kohlhammer, Stuttgart [u. a.] 1963, S. 635–637.
19. ↑  Siehe Sten. Ber., Nr. 199, Bd. 3, Anlagen, S. 640 f., abgerufen am 20. Januar 2012.
20. ↑  Andreas Biefang: Die andere Seite der Macht. Droste, Düsseldorf 2009, S. 48.
21. ↑  Klaus Erich Pollmann: Parlamentseinfluß während der Nationalstaatsbildung 1867-1871. In: Gerhard A. Ritter (Hrsg.): Regierung, Bürokratie und Parlament in Preußen und Deutschland von 1848 bis zur Gegenwart. Droste, Düsseldorf 1983, S. 57–75, hier S. 60.
22. ↑  Siehe Sten. Ber., 1867/70, 14, 5. Sitzung, S. 22, abgerufen am 20. Januar 2012.
23. ↑  Verfassung des Deutschen Bundes, genannt Deutsches Reich (1870), auf Wikisource, abgerufen am 5. Oktober 2012.
24. ↑  Reglement zur Ausführung des Wahlgesetzes für den Reichstag des Norddeutschen Bundes, auf Wikisource, abgerufen am 5. Oktober 2012.
25. ↑  Ernst Rudolf Huber: Deutsche Verfassungsgeschichte seit 1789. Band III: Bismarck und das Reich. W. Kohlhammer, Stuttgart [u. a.] 1963, S. 867.
26. ↑  Ernst Rudolf Huber: Deutsche Verfassungsgeschichte seit 1789. Band III: Bismarck und das Reich. W. Kohlhammer, Stuttgart [u. a.] 1963, S. 867–668.
27. ↑  Margaret Lavinia Anderson: Lehrjahre der Demokratie. Wahlen und politische Kultur im Deutschen Kaiserreich. Franz Steiner, Stuttgart 2009, S. 351/352.
28. ↑  Margaret Lavinia Anderson: Lehrjahre der Demokratie. Wahlen und politische Kultur im Deutschen Kaiserreich. Franz Steiner, Stuttgart 2009, S. 354–356.
29. ↑  Robert Arsenschek: Der Kampf um die Wahlfreiheit im Kaiserreich. Zur parlamentarischen Wahlprüfung und politischen Realität der Reichstagswahlen 1871–1914. Droste Verlag, Düsseldorf 2003, S. 304.
30. ↑  Robert Arsenschek: Der Kampf um die Wahlfreiheit im Kaiserreich. Zur parlamentarischen Wahlprüfung und politischen Realität der Reichstagswahlen 1871–1914. Droste Verlag, Düsseldorf 2003, S. 305/306.
31. ↑  Margaret Lavinia Anderson: Lehrjahre der Demokratie. Wahlen und politische Kultur im Deutschen Kaiserreich. Franz Steiner Verlag, Stuttgart 2009, S. 363/364.
32. ↑  Klaus Erich Pollmann: Parlamentseinfluß während der Nationalstaatsbildung 1867-1871. In: Gerhard A. Ritter (Hrsg.): Regierung, Bürokratie und Parlament in Preußen und Deutschland von 1848 bis zur Gegenwart, Droste, Düsseldorf 1983, S. 57–75, hier S. 60.
33. ↑  Thomas Nipperdey: Deutsche Geschichte 1806–1866. Band 1: Bürgerwelt und starker Staat. Beck, München 1983, S. 497.
34. ↑  Ernst Rudolf Huber: Deutsche Verfassungsgeschichte seit 1789. Band III: Bismarck und das Reich. W. Kohlhammer, Stuttgart [u. a.] 1963, S. 863–866.
35. ↑  Markus Maria Groß-Bölting: Altersgrenzen im Wahlrecht. Entwicklung und systematische Bedeutung im deutschen Verfassungsrecht. Diss. Köln 1993, Copy Team, Köln 1993, S. 371, 607.
36. ↑  Markus Maria Groß-Bölting: Altersgrenzen im Wahlrecht. Entwicklung und systematische Bedeutung im deutschen Verfassungsrecht. Diss. Köln 1993, Copy Team, Köln 1993, S. 371–373, S. 408/409.
37. ↑  Ernst Rudolf Huber: Deutsche Verfassungsgeschichte seit 1789. Band III: Bismarck und das Reich. W. Kohlhammer, Stuttgart [u. a.] 1963, S. 873.
38. ↑  Thomas Nipperdey: Deutsche Geschichte 1866–1918. Band 2: Machtstaat vor der Demokratie. 2. Auflage, Beck, München 1983, S. 499.
39. ↑  Ernst Rudolf Huber: Deutsche Verfassungsgeschichte seit 1789. Band III: Bismarck und das Reich. W. Kohlhammer, Stuttgart [u. a.] 1963, S. 863.
40. ↑  Manfred Rauh: Die Parlamentarisierung des Deutschen Reiches, Droste Verlag: Düsseldorf 1977, S. 373.
41. ↑  Ernst Rudolf Huber: Deutsche Verfassungsgeschichte seit 1789. Band V: Weltkrieg, Revolution und Reichserneuerung: 1914–1919. W. Kohlhammer, Stuttgart [u. a.] 1978, S. 588/589.
42. ↑  Margaret Lavinia Anderson: Lehrjahre der Demokratie. Wahlen und politische Kultur im Deutschen Kaiserreich. Franz Steiner Verlag, Stuttgart 2009, S. 421–424.
43. ↑  Margaret Lavinia Anderson: Lehrjahre der Demokratie. Wahlen und politische Kultur im Deutschen Kaiserreich. Franz Steiner Verlag, Stuttgart 2009, S. 68.
44. ↑  Margaret Lavinia Anderson: Lehrjahre der Demokratie. Wahlen und politische Kultur im Deutschen Kaiserreich. Franz Steiner Verlag, Stuttgart 2009, S. 69.
45. ↑  Margaret Lavinia Anderson: Lehrjahre der Demokratie. Wahlen und politische Kultur im Deutschen Kaiserreich. Franz Steiner Verlag, Stuttgart 2009, S. 71.
46. ↑  Margaret Lavinia Anderson: Lehrjahre der Demokratie. Wahlen und politische Kultur im Deutschen Kaiserreich. Franz Steiner Verlag, Stuttgart 2009, S. 76/77.
47. ↑  Margaret Lavinia Anderson: Lehrjahre der Demokratie. Wahlen und politische Kultur im Deutschen Kaiserreich. Franz Steiner Verlag, Stuttgart 2009, S. 344/345.
48. ↑  Margaret Lavinia Anderson: Lehrjahre der Demokratie. Wahlen und politische Kultur im Deutschen Kaiserreich. Franz Steiner Verlag, Stuttgart 2009, S. 202.
49. ↑  Margaret Lavinia Anderson: Lehrjahre der Demokratie. Wahlen und politische Kultur im Deutschen Kaiserreich. Franz Steiner Verlag, Stuttgart 2009, S. 434.
50. ↑  Margaret Lavinia Anderson: Lehrjahre der Demokratie. Wahlen und politische Kultur im Deutschen Kaiserreich. Franz Steiner Verlag, Stuttgart 2009, S. 435–437.
51. ↑  Robert Arsenschek: Der Kampf um die Wahlfreiheit im Kaiserreich. Zur parlamentarischen Wahlprüfung und politischen Realität der Reichstagswahlen 1871–1914. Droste Verlag, Düsseldorf 2003, S. 366/367.
52. ↑  Robert Arsenschek: Der Kampf um die Wahlfreiheit im Kaiserreich. Zur parlamentarischen Wahlprüfung und politischen Realität der Reichstagswahlen 1871–1914. Droste Verlag, Düsseldorf 2003, S. 368.
53. ↑  Robert Arsenschek: Der Kampf um die Wahlfreiheit im Kaiserreich. Zur parlamentarischen Wahlprüfung und politischen Realität der Reichstagswahlen 1871–1914. Droste Verlag, Düsseldorf 2003, S. 368.
54. ↑  Robert Arsenschek: Der Kampf um die Wahlfreiheit im Kaiserreich. Zur parlamentarischen Wahlprüfung und politischen Realität der Reichstagswahlen 1871–1914. Droste Verlag, Düsseldorf 2003, S. 369.
55. ↑  Robert Arsenschek: Der Kampf um die Wahlfreiheit im Kaiserreich. Zur parlamentarischen Wahlprüfung und politischen Realität der Reichstagswahlen 1871–1914. Droste Verlag, Düsseldorf 2003, S. 370.
56. ↑  Robert Arsenschek: Der Kampf um die Wahlfreiheit im Kaiserreich. Zur parlamentarischen Wahlprüfung und politischen Realität der Reichstagswahlen 1871–1914. Droste Verlag, Düsseldorf 2003, S. 370/371.
57. ↑  Thomas Nipperdey: Deutsche Geschichte 1866–1918. Band 2: Machtstaat vor der Demokratie. 2. Auflage, Beck, München 1983, S. 500–502.
58. ↑  Thomas Nipperdey: Deutsche Geschichte 1806–1866. Band 1: Bürgerwelt und starker Staat. Beck, München 1983, S. 502/503.
59. ↑  Dieter Nohlen: Wahlrecht und Parteiensystem, 3. Auflage, Opladen Leske und Budrich 2000, S. 144–149.
60. ↑  Robert Arsenschek: Der Kampf um die Wahlfreiheit im Kaiserreich. Zur parlamentarischen Wahlprüfung und politischen Realität der Reichstagswahlen 1871–1914. Droste Verlag, Düsseldorf 2003, S. 265.
61. ↑  Ernst Rudolf Huber: Deutsche Verfassungsgeschichte seit 1789. Band III: Bismarck und das Reich. W. Kohlhammer, Stuttgart [u. a.] 1963, S. 863.
62. ↑  Margaret Lavinia Anderson: Lehrjahre der Demokratie. Wahlen und politische Kultur im Deutschen Kaiserreich. Franz Steiner Verlag, Stuttgart 2009, S. 409/410.
63. ↑  Sten. Ber., Nr. 199, Bd. 3, Anlagen, S. 640 f., abgerufen am 1. September 2012.
64. ↑  Robert Arsenschek: Der Kampf um die Wahlfreiheit im Kaiserreich. Zur parlamentarischen Wahlprüfung und politischen Realität der Reichstagswahlen 1871–1914. Droste Verlag, Düsseldorf 2003, S. 265.
65. ↑  Robert Arsenschek: Der Kampf um die Wahlfreiheit im Kaiserreich. Zur parlamentarischen Wahlprüfung und politischen Realität der Reichstagswahlen 1871–1914. Droste Verlag, Düsseldorf 2003, S. 265/266.
66. ↑  Ernst Rudolf Huber: Deutsche Verfassungsgeschichte seit 1789. Band III: Bismarck und das Reich. W. Kohlhammer, Stuttgart [u. a.] 1963, S. 874.
67. ↑  Alfred Milatz: Wähler und Wahlen in der Weimarer Republik, Bundeszentrale für politische Bildung, Bonn 1965, S. 14.
68. ↑  Thomas Nipperdey: Deutsche Geschichte 1866–1918. Band 2: Machtstaat vor der Demokratie. 2. Auflage, Beck, München 1993, S. 500.
69. ↑  Ernst Rudolf Huber: Deutsche Verfassungsgeschichte seit 1789. Band III: Bismarck und das Reich. W. Kohlhammer, Stuttgart [u. a.] 1963, S. 875.
70. ↑  Ernst Rudolf Huber: Deutsche Verfassungsgeschichte seit 1789. Band III: Bismarck und das Reich. W. Kohlhammer, Stuttgart [u. a.] 1963, S. 877.
71. ↑  Margaret Lavinia Anderson: Lehrjahre der Demokratie. Wahlen und politische Kultur im Deutschen Kaiserreich. Franz Steiner Verlag, Stuttgart 2009, S. 411.
72. ↑  Margaret Lavinia Anderson: Lehrjahre der Demokratie. Wahlen und politische Kultur im Deutschen Kaiserreich. Franz Steiner Verlag, Stuttgart 2009, S. 99.
73. ↑  Robert Arsenschek: Der Kampf um die Wahlfreiheit im Kaiserreich. Zur parlamentarischen Wahlprüfung und politischen Realität der Reichstagswahlen 1871-1914. Droste Verlag, Düsseldorf 2003, S. 266.
74. ↑  Robert Arsenschek: Der Kampf um die Wahlfreiheit im Kaiserreich. Zur parlamentarischen Wahlprüfung und politischen Realität der Reichstagswahlen 1871-1914. Droste Verlag, Düsseldorf 2003, S. 266/267.
75. ↑  Robert Arsenschek: Der Kampf um die Wahlfreiheit im Kaiserreich. Zur parlamentarischen Wahlprüfung und politischen Realität der Reichstagswahlen 1871-1914. Droste Verlag, Düsseldorf 2003, S. 267.
76. ↑  Margaret Lavinia Anderson: Lehrjahre der Demokratie. Wahlen und politische Kultur im Deutschen Kaiserreich. Franz Steiner Verlag, Stuttgart 2009, S. 88–91.
77. ↑  Margaret Lavinia Anderson: Lehrjahre der Demokratie. Wahlen und politische Kultur im Deutschen Kaiserreich. Franz Steiner Verlag, Stuttgart 2009, S. 403/404.
78. ↑  Margaret Lavinia Anderson: Lehrjahre der Demokratie. Wahlen und politische Kultur im Deutschen Kaiserreich. Franz Steiner Verlag, Stuttgart 2009, S. 405/406.
79. ↑  Sten. Ber., Nr. 199, Bd. 3, Anlagen, S. 640 f., abgerufen am 20. Januar 2012.
80. ↑  Margaret Lavinia Anderson: Lehrjahre der Demokratie. Wahlen und politische Kultur im Deutschen Kaiserreich. Franz Steiner Verlag, Stuttgart 2009, S. 408/409.
81. ↑  Margaret Lavinia Anderson: Lehrjahre der Demokratie. Wahlen und politische Kultur im Deutschen Kaiserreich. Franz Steiner Verlag, Stuttgart 2009, S. 414.
82. ↑  Ernst Rudolf Huber: Deutsche Verfassungsgeschichte seit 1789. Band III: Bismarck und das Reich. W. Kohlhammer, Stuttgart [u. a.] 1963, S. 872.
83. ↑  Georg Meyer: Das parlamentarische Wahlrecht. Herausgegeben von Georg Jellinek. Verlag O. Haering, Berlin 1901, S. 626, 642–645.
84. ↑  Fritz Stier-Somlo: Das parlamentarische Wahlrecht in den Kulturstaaten der Welt. Dietrich Reimer, Berlin 1918, S. 115–117.
85. ↑  Margaret Lavinia Anderson: Lehrjahre der Demokratie. Wahlen und politische Kultur im Deutschen Kaiserreich. Franz Steiner Verlag, Stuttgart 2009, S. 414/416.
86. ↑  Siehe Sten. Ber., Nr. 199, Bd. 3, Anlagen, S. 640 f., abgerufen am 20. Januar 2012.
87. ↑  Margaret Lavinia Anderson: Lehrjahre der Demokratie. Wahlen und politische Kultur im Deutschen Kaiserreich. Franz Steiner, Stuttgart 2009, S. 91/92.
88. ↑  Margaret Lavinia Anderson: Lehrjahre der Demokratie. Wahlen und politische Kultur im Deutschen Kaiserreich. Franz Steiner, Stuttgart 2009, S. 77/78.
89. ↑  Robert Arsenschek: Der Kampf um die Wahlfreiheit im Kaiserreich. Zur parlamentarischen Wahlprüfung und politischen Realität der Reichstagswahlen 1871-1914. Droste, Düsseldorf 2003, S. 354.
90. ↑  Margaret Lavinia Anderson: Lehrjahre der Demokratie. Wahlen und politische Kultur im Deutschen Kaiserreich. Franz Steiner Verlag, Stuttgart 2009, S. 85/86.
91. ↑  Alfred Schulze: Das Reichstagswahlrecht. 2. Auflage. Verlag von Reimar Hobbing, Berlin 1924, S. 141/142.
92. ↑  Margaret Lavinia Anderson: Lehrjahre der Demokratie. Wahlen und politische Kultur im Deutschen Kaiserreich. Franz Steiner Verlag, Stuttgart 2009, S. 78.
93. ↑  Margaret Lavinia Anderson: Lehrjahre der Demokratie. Wahlen und politische Kultur im Deutschen Kaiserreich. Franz Steiner Verlag, Stuttgart 2009, S. 419/420.
94. ↑  Robert Arsenschek: Der Kampf um die Wahlfreiheit im Kaiserreich. Zur parlamentarischen Wahlprüfung und politischen Realität der Reichstagswahlen 1871-1914. Droste Verlag, Düsseldorf 2003, S. 328/329.
95. ↑  Robert Arsenschek: Der Kampf um die Wahlfreiheit im Kaiserreich. Zur parlamentarischen Wahlprüfung und politischen Realität der Reichstagswahlen 1871-1914. Droste Verlag, Düsseldorf 2003, S. 331/332.
96. ↑  Margaret Lavinia Anderson: Lehrjahre der Demokratie. Wahlen und politische Kultur im Deutschen Kaiserreich. Franz Steiner Verlag, Stuttgart 2009, S. 78.
97. ↑  Robert Arsenschek: Der Kampf um die Wahlfreiheit im Kaiserreich. Zur parlamentarischen Wahlprüfung und politischen Realität der Reichstagswahlen 1871-1914. Droste Verlag, Düsseldorf 2003, S. 353/354.
98. ↑  Margaret Lavinia Anderson: Lehrjahre der Demokratie. Wahlen und politische Kultur im Deutschen Kaiserreich. Franz Steiner Verlag, Stuttgart 2009, S. 80–82.
99. ↑  Margaret Lavinia Anderson: Lehrjahre der Demokratie. Wahlen und politische Kultur im Deutschen Kaiserreich. Franz Steiner Verlag, Stuttgart 2009, S. 83/84.
100. ↑  Robert Arsenschek: Der Kampf um die Wahlfreiheit im Kaiserreich. Zur parlamentarischen Wahlprüfung und politischen Realität der Reichstagswahlen 1871-1914. Droste Verlag, Düsseldorf 2003, S. 367.
101. ↑  Margaret Lavinia Anderson: Lehrjahre der Demokratie. Wahlen und politische Kultur im Deutschen Kaiserreich. Franz Steiner Verlag, Stuttgart 2009, S. 301/302.
102. ↑  Margaret Lavinia Anderson: Lehrjahre der Demokratie. Wahlen und politische Kultur im Deutschen Kaiserreich. Franz Steiner Verlag, Stuttgart 2009, S. 88, S. 318/319.
103. ↑  Robert Arsenschek: Der Kampf um die Wahlfreiheit im Kaiserreich. Zur parlamentarischen Wahlprüfung und politischen Realität der Reichstagswahlen 1871-1914. Droste Verlag, Düsseldorf 2003, S. 363/364.
104. ↑  Robert Arsenschek: Der Kampf um die Wahlfreiheit im Kaiserreich. Zur parlamentarischen Wahlprüfung und politischen Realität der Reichstagswahlen 1871-1914. Droste Verlag, Düsseldorf 2003, S. 363, S. 666.
105. ↑  Robert Arsenschek: Der Kampf um die Wahlfreiheit im Kaiserreich. Zur parlamentarischen Wahlprüfung und politischen Realität der Reichstagswahlen 1871-1914. Droste Verlag, Düsseldorf 2003, S. 54/55.
106. ↑  Margaret Lavinia Anderson: Lehrjahre der Demokratie. Wahlen und politische Kultur im Deutschen Kaiserreich. Franz Steiner Verlag, Stuttgart 2009, S. 63.
107. ↑  Margaret Lavinia Anderson: Lehrjahre der Demokratie. Wahlen und politische Kultur im Deutschen Kaiserreich. Franz Steiner Verlag, Stuttgart 2009, S. 63/64.
108. ↑  Margaret Lavinia Anderson: Lehrjahre der Demokratie. Wahlen und politische Kultur im Deutschen Kaiserreich. Franz Steiner Verlag, Stuttgart 2009, S. 95.
109. ↑  Margaret Lavinia Anderson: Lehrjahre der Demokratie. Wahlen und politische Kultur im Deutschen Kaiserreich. Franz Steiner Verlag, Stuttgart 2009, S. 100.
110. ↑  Robert Arsenschek: Der Kampf um die Wahlfreiheit im Kaiserreich. Zur parlamentarischen Wahlprüfung und politischen Realität der Reichstagswahlen 1871-1914. Droste Verlag, Düsseldorf 2003, S. 369.
111. ↑  Margaret Lavinia Anderson: Lehrjahre der Demokratie. Wahlen und politische Kultur im Deutschen Kaiserreich. Franz Steiner Verlag, Stuttgart 2009, S. 63/64.
112. ↑  Robert Arsenschek: Der Kampf um die Wahlfreiheit im Kaiserreich. Zur parlamentarischen Wahlprüfung und politischen Realität der Reichstagswahlen 1871-1914. Droste Verlag, Düsseldorf 2003, S. 380.
113. ↑  Margaret Lavinia Anderson: Lehrjahre der Demokratie. Wahlen und politische Kultur im Deutschen Kaiserreich. Franz Steiner Verlag, Stuttgart 2009, S. 57–60.
114. ↑  Margaret Lavinia Anderson: Lehrjahre der Demokratie. Wahlen und politische Kultur im Deutschen Kaiserreich. Franz Steiner Verlag, Stuttgart 2009, S. 407/408.
115. ↑  Margaret Lavinia Anderson: Lehrjahre der Demokratie. Wahlen und politische Kultur im Deutschen Kaiserreich. Franz Steiner Verlag, Stuttgart 2009, S. 60/61.
116. ↑  Margaret Lavinia Anderson: Lehrjahre der Demokratie. Wahlen und politische Kultur im Deutschen Kaiserreich. Franz Steiner Verlag, Stuttgart 2009, S. 97.
117. ↑  Margaret Lavinia Anderson: Lehrjahre der Demokratie. Wahlen und politische Kultur im Deutschen Kaiserreich. Franz Steiner Verlag, Stuttgart 2009, S. 71–73.
118. ↑  Robert Arsenschek: Der Kampf um die Wahlfreiheit im Kaiserreich. Zur parlamentarischen Wahlprüfung und politischen Realität der Reichstagswahlen 1871-1914. Droste Verlag, Düsseldorf 2003, S. 173/174.
119. ↑  Robert Arsenschek: Der Kampf um die Wahlfreiheit im Kaiserreich. Zur parlamentarischen Wahlprüfung und politischen Realität der Reichstagswahlen 1871-1914. Droste Verlag, Düsseldorf 2003, S. 177/178.
120. ↑  Robert Arsenschek: Der Kampf um die Wahlfreiheit im Kaiserreich. Zur parlamentarischen Wahlprüfung und politischen Realität der Reichstagswahlen 1871-1914. Droste Verlag, Düsseldorf 2003, S. 182–185.
121. ↑  Robert Arsenschek: Der Kampf um die Wahlfreiheit im Kaiserreich. Zur parlamentarischen Wahlprüfung und politischen Realität der Reichstagswahlen 1871-1914. Droste Verlag, Düsseldorf 2003, S. 185–187.
122. ↑  Robert Arsenschek: Der Kampf um die Wahlfreiheit im Kaiserreich. Zur parlamentarischen Wahlprüfung und politischen Realität der Reichstagswahlen 1871-1914. Droste Verlag, Düsseldorf 2003, S. 196–198.
123. ↑  Robert Arsenschek: Der Kampf um die Wahlfreiheit im Kaiserreich. Zur parlamentarischen Wahlprüfung und politischen Realität der Reichstagswahlen 1871-1914. Droste Verlag, Düsseldorf 2003, S. 325/326.
124. ↑  Robert Arsenschek: Der Kampf um die Wahlfreiheit im Kaiserreich. Zur parlamentarischen Wahlprüfung und politischen Realität der Reichstagswahlen 1871-1914. Droste Verlag, Düsseldorf 2003, S. 206–208.
125. ↑  Robert Arsenschek: Der Kampf um die Wahlfreiheit im Kaiserreich. Zur parlamentarischen Wahlprüfung und politischen Realität der Reichstagswahlen 1871-1914. Droste Verlag, Düsseldorf 2003, S. 234–237.
126. ↑  Robert Arsenschek: Der Kampf um die Wahlfreiheit im Kaiserreich. Zur parlamentarischen Wahlprüfung und politischen Realität der Reichstagswahlen 1871-1914. Droste Verlag, Düsseldorf 2003, S. 239–241.
127. ↑  Robert Arsenschek: Der Kampf um die Wahlfreiheit im Kaiserreich. Zur parlamentarischen Wahlprüfung und politischen Realität der Reichstagswahlen 1871-1914. Droste Verlag, Düsseldorf 2003, S. 242/243.
128. ↑  Robert Arsenschek: Der Kampf um die Wahlfreiheit im Kaiserreich. Zur parlamentarischen Wahlprüfung und politischen Realität der Reichstagswahlen 1871-1914. Droste Verlag, Düsseldorf 2003, S. 243/244.
129. ↑  Robert Arsenschek: Der Kampf um die Wahlfreiheit im Kaiserreich. Zur parlamentarischen Wahlprüfung und politischen Realität der Reichstagswahlen 1871-1914. Droste Verlag, Düsseldorf 2003, S. 246/247.
130. ↑  Margaret Lavinia Anderson: Lehrjahre der Demokratie. Wahlen und politische Kultur im Deutschen Kaiserreich. Franz Steiner Verlag, Stuttgart 2009, S. 194/195, 198.
131. ↑  Margaret Lavinia Anderson: Lehrjahre der Demokratie. Wahlen und politische Kultur im Deutschen Kaiserreich. Franz Steiner Verlag, Stuttgart 2009, S. 200/201.
132. ↑  Margaret Lavinia Anderson: Lehrjahre der Demokratie. Wahlen und politische Kultur im Deutschen Kaiserreich. Franz Steiner Verlag, Stuttgart 2009, S. 200.
133. ↑  Margaret Lavinia Anderson: Lehrjahre der Demokratie. Wahlen und politische Kultur im Deutschen Kaiserreich. Franz Steiner Verlag, Stuttgart 2009, S. 194/195, S. 204.
134. ↑  Margaret Lavinia Anderson: Lehrjahre der Demokratie. Wahlen und politische Kultur im Deutschen Kaiserreich. Franz Steiner Verlag, Stuttgart 2009, S. 220–224.
135. ↑  Margaret Lavinia Anderson: Lehrjahre der Demokratie. Wahlen und politische Kultur im Deutschen Kaiserreich. Franz Steiner Verlag, Stuttgart 2009, S. 194/195, 227.
136. ↑  Hellmuth von Gerlach, Erinnerungen eines Junkers. Berlin: Die Welt am Montag, n. d. [1925], S. 23–30. Zitiert nach: GHI-DC: Hellmuth von Gerlach beschreibt eine konservative Wahlkampagne im ländlichen Schlesien (1880er), abgerufen am 1. September 2012.
137. ↑  Margaret Lavinia Anderson: Lehrjahre der Demokratie. Wahlen und politische Kultur im Deutschen Kaiserreich. Franz Steiner Verlag, Stuttgart 2009, S. 194/195, S. 205–208.
138. ↑  Margaret Lavinia Anderson: Lehrjahre der Demokratie. Wahlen und politische Kultur im Deutschen Kaiserreich. Franz Steiner Verlag, Stuttgart 2009, S. 262–264.
139. ↑  Robert Arsenschek: Der Kampf um die Wahlfreiheit im Kaiserreich. Zur parlamentarischen Wahlprüfung und politischen Realität der Reichstagswahlen 1871-1914. Droste Verlag, Düsseldorf 2003, S. 257.
140. ↑  Margaret Lavinia Anderson: Lehrjahre der Demokratie. Wahlen und politische Kultur im Deutschen Kaiserreich. Franz Steiner Verlag, Stuttgart 2009, S. 265/266.
141. ↑  Margaret Lavinia Anderson: Lehrjahre der Demokratie. Wahlen und politische Kultur im Deutschen Kaiserreich. Franz Steiner Verlag, Stuttgart 2009, S. 265.
142. ↑  Margaret Lavinia Anderson: Lehrjahre der Demokratie. Wahlen und politische Kultur im Deutschen Kaiserreich. Franz Steiner Verlag, Stuttgart 2009, S. 324–326, 329.
143. ↑  Margaret Lavinia Anderson: Lehrjahre der Demokratie. Wahlen und politische Kultur im Deutschen Kaiserreich. Franz Steiner Verlag, Stuttgart 2009, S. 388–390.
144. ↑  Ernst Rudolf Huber: Deutsche Verfassungsgeschichte seit 1789. Band V: Weltkrieg, Revolution und Reichserneuerung: 1914–1919. W. Kohlhammer, Stuttgart [u. a.] 1978, S. 121.
145. ↑  Ludendorff: Meine Kriegserinnerungen. Berlin 1919, S. 355 f.
146. ↑  Manfred Rauh: Die Parlamentarisierung des Deutschen Reiches, Droste Verlag: Düsseldorf 1977, S. 168/169.
147. ↑  Manfred Rauh: Die Parlamentarisierung des Deutschen Reiches, Droste Verlag: Düsseldorf 1977, S. 168/169.
148. ↑  Marcus Llanque: Demokratisches Denken im Krieg. Die deutsche Debatte im Ersten Weltkrieg. Diss. Berlin Humboldt-Universität, 1997. Akademie Verlag, Berlin 2000, S. 158/159.
149. ↑  Marcus Llanque: Demokratisches Denken im Krieg. Die deutsche Debatte im Ersten Weltkrieg. Diss. Berlin Humboldt-Universität, 1997. Akademie Verlag, Berlin 2000, S. 164.
150. ↑  Marcus Llanque: Demokratisches Denken im Krieg. Die deutsche Debatte im Ersten Weltkrieg. Diss. Berlin Humboldt-Universität, 1997. Akademie Verlag, Berlin 2000, S. 197.
151. ↑  Manfred Rauh: Die Parlamentarisierung des Deutschen Reiches, Droste Verlag: Düsseldorf 1977, S. 424.
152. ↑  Manfred Rauh: Die Parlamentarisierung des Deutschen Reiches, Droste Verlag: Düsseldorf 1977, S. 410.
153. ↑  Ernst Rudolf Huber: Deutsche Verfassungsgeschichte seit 1789. Band V: Weltkrieg, Revolution und Reichserneuerung: 1914–1919. W. Kohlhammer, Stuttgart [u. a.] 1978, S. 596/597.
154. ↑  Ernst Rudolf Huber: Dokumente zur deutschen Verfassungsgeschichte. Band 3: Dokumente der Novemberrevolution und der Weimarer Revolution 1918-1933. W. Kohlhammer, Stuttgart [u. a.] 1966, S. 38/39.

Einzelstaaten bis 1918 |
Länder der Weimarer Republik |
Westzonen
Vormärz und Märzrevolution |
Norddeutscher Bund und Kaiserreich |
Weimarer Republik |
Zeit des Nationalsozialismus
SBZ und DDR |
Bundestagswahlrecht